# Sto wodospadów Japonii
Sto wodospadów Japonii (jap. 日本の滝百選 Nihon no taki hyakusen) – lista stu reprezentacyjnych wodospadów w Japonii stworzona przez japońskie Ministerstwo Środowiska w 1990 roku.

## Lista
| #   | Nazwa                                                                                | Prefektura           | Miejscowość        |
| --- | ------------------------------------------------------------------------------------ | -------------------- | ------------------ |
| 1   | Hagoromo (jap. 羽衣の滝 Hagoromo-no-taki)                                            | Hokkaidō             | Higashikawa        |
| 2   | Inkura (jap. インクラの滝 Inkura-no-taki)                                            | Hokkaidō             | Shiraoi            |
| 3   | Garō (jap. "飛竜"賀老の滝 „Hiryū“ Garō-no-taki)                                      | Hokkaidō             | Shimamaki          |
| 4   | Ryūsei-Ginga (jap. 流星・銀河の滝 Ryūsei-Ginga-no-taki)                              | Hokkaidō             | Kamikawa           |
| 5   | Ashiribetsu (jap. アシリベツの滝 Ashiribetsu-no-taki)                                | Hokkaidō             | Minami-ku, Sapporo |
| 6   | Oshinkoshin (jap. オシンコシンの滝 Oshinkoshin-no-taki)                              | Hokkaidō             | Shari              |
| 7   | Kurokuma (jap. くろくまの滝 Kurokuma-no-taki)                                        | Prefektura Aomori    | Ajigasawa          |
| 8   | Matsumi (jap. 松見の滝 Matsumi-no-taki)                                              | Prefektura Aomori    | Towada             |
| 9   | Fudō (jap. 不動の滝 Fudō-no-taki)                                                    | Prefektura Iwate     | Hachimantai        |
| 10  | Akiu Great (jap. 秋保大滝 Akiu-Ōtaki)                                                | Prefektura Miyagi    | Taihaku-ku, Sendai |
| 11  | Sankai (jap. 三階の滝 Sankai-no-taki)                                                | Prefektura Miyagi    | Zaō                |
| 12  | Nanataki (jap. 七滝 Nanataki)                                                        | Prefektura Akita     | Kosaka             |
| 13  | Chagama (jap. 茶釜の滝 Chagama-no-taki)                                              | Prefektura Akita     | Kazuno             |
| 14  | Hōttai (jap. 法体の滝 Hōttai-no-taki)                                                | Prefektura Akita     | Yurihonjō          |
| 15  | Yasu (jap. 安の滝 Yasu-no-taki)                                                      | Prefektura Akita     | Kitaakita          |
| 16  | Namekawa Great (jap. 滑川の大滝 Namekawa-no-Ōtaki)                                   | Prefektura Yamagata  | Yonezawa           |
| 17  | Shiraito (jap. 白糸の滝 Shiraito-no-taki)                                            | Prefektura Yamagata  | Tozawa             |
| 18  | Nanatsu (jap. 七ツ滝 Nanatsu-taki)                                                   | Prefektura Yamagata  | Tsuruoka           |
| 19  | Otsuji (jap. 乙字ケ滝 Otsuji-ga-taki)                                                | Prefektura Fukushima | Sukagawa           |
| 20  | Sanjō (jap. 三条の滝 Sanjō-no-taki)                                                  | Prefektura Fukushima | Hinoemata          |
| 21  | Chōshi (jap. 銚子ケ滝 Chōshi-ga-taki)                                                | Prefektura Fukushima | Kōriyama           |
| 22  | Fukuroda (jap. 袋田の滝 Fukuroda-no-taki)                                            | Prefektura Ibaraki   | Daigo              |
| 23  | Kegon (jap. 華厳滝 Kegon-no-taki)                                                    | Prefektura Tochigi   | Nikkō              |
| 24  | Kirifuri (jap. 霧降の滝 Kirifuri-no-taki)                                            | Prefektura Tochigi   | Nikkō              |
| 25  | Fukiware (jap. 吹割の滝 Fukiware-no-taki)                                            | Prefektura Gunma     | Numata             |
| 26  | Jōfu (jap. 常布の滝 Jōfu-no-taki)                                                    | Prefektura Gunma     | Kusatsu            |
| 27  | Tanashita no Fudō (jap. 棚下の不動滝 Tanashita-no-Fudō-no-taki)                      | Prefektura Gunma     | Shibukawa          |
| 28  | Marugami (jap. 丸神の滝 Marugami-no-taki)                                            | Prefektura Saitama   | Ogawa              |
| 29  | Hossawa (jap. 払沢の滝 Hossawa-no-taki)                                              | Tokio                | Hinohara           |
| 30  | Hayato (jap. 早戸大滝 Hayato Ōtaki)                                                  | Prefektura Kanagawa  | Sagamihara         |
| 31  | Shasui (jap. 洒水の滝 Shasui-no-taki)                                                | Prefektura Kanagawa  | Yamakita           |
| 32  | Nanatsugamagodan (jap. 七ツ釜五段の滝 Nanatsugamagodan-no-taki)                      | Prefektura Yamanashi | Yamanashi          |
| 33  | Kita Shindō (jap. 北精進ケ滝 Kitashindō-ga-taki)                                     | Prefektura Yamanashi | Hokuto             |
| 34  | Senga (jap. 仙娥滝 Senga-taki)                                                       | Prefektura Yamanashi | Kōfu               |
| 35  | Suzu (jap. 鈴ヶ滝 Suzu-ka-taki)                                                      | Prefektura Niigata   | Murakami           |
| 36  | Naena (jap. 苗名滝 Naena-taki)                                                       | Prefektura Niigata   | Myōkō              |
| 37  | Sōtaki (jap. 惣滝 Sō-taki)                                                           | Prefektura Niigata   | Myōkō              |
| 38  | Shōmyō (jap. 称名滝 Shōmyō-daki)                                                     | Prefektura Toyama    | Tateyama           |
| 39  | Uba (jap. 姥ケ滝 Uba-ga-taki)                                                        | Prefektura Ishikawa  | Hakusan            |
| 40  | Ryūsō (jap. 龍双ケ滝 Ryūsō-ga-taki)                                                  | Prefektura Fukui     | Ikeda              |
| 41  | Yonako Daibakufu (jap. 米子大瀑布 Yonako-daibakufu)                                  | Prefektura Nagano    | Suzaka             |
| 42  | Sanbon (jap. 三本滝 Sanbon-daki)                                                     | Prefektura Nagano    | Matsumoto          |
| 43  | Tadachi (jap. 田立の滝 Tadachi-no-taki)                                              | Prefektura Nagano    | Nagiso             |
| 44  | Neo (jap. 根尾の滝 Neo-no-taki)                                                      | Prefektura Gifu      | Gero               |
| 45  | Hirayu Great (jap. 平湯大滝 Hirayu Ōtaki)                                            | Prefektura Gifu      | Takayama           |
| 46  | Yōrō (jap. 養老の滝 Yōrō-no-taki)                                                    | Prefektura Gifu      | Yōrō               |
| 47  | Amida (jap. 阿弥陀ケ滝 Amida-ga-taki)                                                | Prefektura Gifu      | Gujō               |
| 48  | Abe (jap. 安倍の大滝 Abe no Ōtaki)                                                   | Prefektura Shizuoka  | Aoi-ku, Shizuoka   |
| 49  | Jōren (jap. 浄蓮の滝 Jōren-no-taki)                                                  | Prefektura Shizuoka  | Itō                |
| 50  | Shiraito (jap. 白糸の滝 Shiraito-no-taki)＋Otodome (jap. 音止めの滝 Otodome-no-taki) | Prefektura Shizuoka  | Fujinomiya         |
| 51  | Atera Seven (jap. 阿寺の七滝 Atera-no-Nana-taki)                                     | Prefektura Aichi     | Shinshiro          |
| 52  | Nunobiki (jap. 布引の滝 Nunobi-no-taki)                                              | Prefektura Mie       | Kumano             |
| 53  | Akame Shijyūhachi (jap. 赤目四十八滝 Akame Shijyūhachi-taki)                         | Prefektura Mie       | Nabari             |
| 54  | Nanatsugama (jap. 七ツ釜滝 Nanatsugama-taki)                                         | Prefektura Mie       | Ōdai               |
| 55  | Yatsubushi (jap. 八ツ淵の滝 Yatsubuchi-no-taki)                                      | Prefektura Shiga     | Takashima          |
| 56  | Kanabiki (jap. 金引の滝 Kanabiki-no-taki)                                            | Prefektura Kioto     | Miyazu             |
| 57  | Minoo (jap. 箕面滝 Minoo-no-taki)                                                    | Prefektura Osaka     | Minoh              |
| 58  | Harafudō (jap. 原不動滝 Harafudō-taki)                                               | Prefektura Hyōgo     | Shisō              |
| 59  | Saruo (jap. 猿尾滝 Saruo-daki)                                                       | Prefektura Hyōgo     | Kami               |
| 60  | Tendaki (jap. 天滝 Tendaki)                                                          | Prefektura Hyōgo     | Yabu               |
| 61  | Nunobiki (jap. 布引の滝 Nunobiki-no-taki)                                            | Prefektura Hyōgo     | Kobe               |
| 62  | Somon (jap. 双門の滝 Somon-no-taki)                                                  | Prefektura Nara      | Tenkawa            |
| 63  | Fudōnanae (jap. 不動七重滝 Fudōnanae-no-taki)                                        | Prefektura Nara      | Shimokitayama      |
| 64  | Sasa (jap. 笹の滝 Sasa-no-taki)                                                      | Prefektura Nara      | Totsukawa          |
| 65  | Naka (jap. 中の滝 Naka-no-taki)                                                      | Prefektura Nara      | Kamikitayama       |
| 66  | Nachi (jap. 那智滝 Nachi-no-taki)                                                    | Prefektura Wakayama  | Nachikatsuura      |
| 67  | Kuwanoki (jap. 桑ノ木の滝 Kuwanoki-no-taki)                                          | Prefektura Wakayama  | Shingū             |
| 68  | Haso (jap. 八草の滝 Haso-no-taki)                                                    | Prefektura Wakayama  | Shirahama          |
| 69  | Daisen (jap. 大山滝 Daisen-taki)                                                     | Prefektura Tottori   | Tōhaku             |
| 70  | Ame (jap. 雨滝 Amedaki)                                                              | Prefektura Tottori   | Tottori            |
| 71  | Dankyō (jap. 壇鏡の滝 Dankyō-no-taki)                                                | Prefektura Shimane   | Okinoshima         |
| 72  | Ryūzuyae (jap. 龍頭八重滝 Ryūzuyae-daki)                                             | Prefektura Shimane   | Unnan              |
| 73  | Kanba (jap. 神庭の滝 Kanba-no-taki)                                                  | Prefektura Okayama   | Maniwa             |
| 74  | Jōsei (jap. 常清滝 Jōsei-daki)                                                       | Prefektura Hiroshima | Miyoshi            |
| 75  | Jakuchikyō Goryū (jap. 寂地峡五竜の滝 Jakuchikyō Goryū-no-taki)                      | Prefektura Yamaguchi | Iwakuni            |
| 76  | Ōgama (jap. 大釜の滝 Ōgama-no-taki)                                                  | Prefektura Tokushima | Naka               |
| 77  | Todoroki Kujūku (jap. 轟九十九滝 Todoroki Kujūku-taki)                               | Prefektura Tokushima | Kaiyō              |
| 78  | Amagoe (jap. 雨乞の滝 Amagoe-no-taki)                                                | Prefektura Tokushima | Kamiyama           |
| 79  | Yukiwa (jap. 雪輪の滝 Yukiwa-no-taki)                                                | Prefektura Ehime     | Uwajima            |
| 80  | Goraikō (jap. 御来光の滝 Goraikō-no-taki)                                            | Prefektura Ehime     | Kumakōgen          |
| 81  | Ryūō (jap. 龍王の滝 Ryūō-no-taki)                                                    | Prefektura Kōchi     | Ōtoyo              |
| 82  | Todoro (jap. 轟の滝 Todoro-no-taki)                                                  | Prefektura Kōchi     | Kami               |
| 83  | Ōtaru (jap. 大樽の滝 Ōtaru-no-taki)                                                  | Prefektura Kōchi     | Ochi               |
| 84  | Kannon (jap. 観音の滝 Kannon-no-taki)                                                | Prefektura Saga      | Karatsu            |
| 85  | Mikaeri (jap. 見帰りの滝 Mikaeri-no-taki)                                            | Prefektura Saga      | Karatsu            |
| 86  | Yonjyūsanman (jap. 四十三万滝 Yonjyūsanman-taki)                                     | Prefektura Kumamoto  | Kikuchi            |
| 87  | Sendantodoro (jap. 栴壇轟の滝 Sendantodoro-no-taki)                                  | Prefektura Kumamoto  | Yatsushiro         |
| 88  | Sugaru (jap. 数鹿流ヶ滝 Sugaru-ga-taki)                                              | Prefektura Kumamoto  | Minamiaso          |
| 89  | Kaname (jap. 鹿目の滝 Kaname-no-taki)                                                | Prefektura Kumamoto  | Hitoyoshi          |
| 90  | Higashishiiya (jap. 東椎屋の滝 Higashishiiya-no-taki)                                | Prefektura Ōita      | Usa                |
| 91  | Harajiri (jap. 原尻の滝 Harajiri-no-taki)                                            | Prefektura Ōita      | Bungo-ōno          |
| 92  | Shindō (jap. 震動の滝 Shindō-no-taki)                                                | Prefektura Ōita      | Kokonoe            |
| 93  | Nishishiiya (jap. 西椎屋の滝 Nishishiiya-no-taki)                                    | Prefektura Ōita      | Kusu               |
| 94  | Seki-no-o (jap. 関之尾滝 Seki-no-o-taki)                                             | Prefektura Miyazaki  | Miyakonojō         |
| 95  | Yatogi (jap. 矢研の滝 Yatogi-no-taki)                                                | Prefektura Miyazaki  | Tsuno              |
| 96  | Mukabaki (jap. むかばきの滝 Mukabaki-no-taki)                                        | Prefektura Miyazaki  | Nobeoka            |
| 97  | Manai (jap. 真名井の滝 Manai-no-taki)                                                | Prefektura Miyazaki  | Takachiho          |
| 98  | Ryūmon (jap. 龍門滝 Ryūmon-daki)                                                     | Prefektura Kagoshima | Kajiki             |
| 99  | Ōkawa (jap. 大川の滝 Ōkawa-no-taki)                                                  | Prefektura Kagoshima | Yakushima          |
| 100 | Mariyudu (jap. マリユドゥの滝 Mariyudu-no-taki)                                      | Prefektura Okinawa   | Taketomi           |

## Galeria

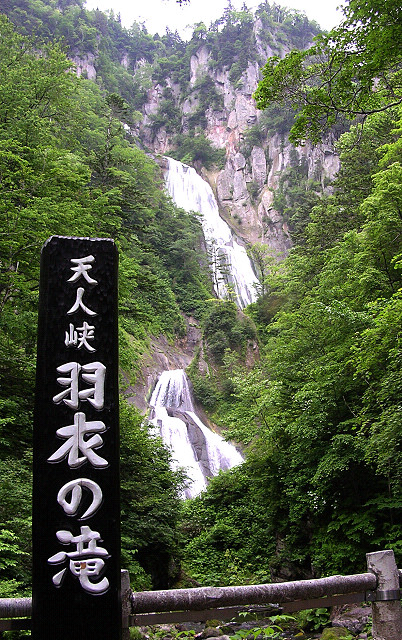
1. Hagoromo
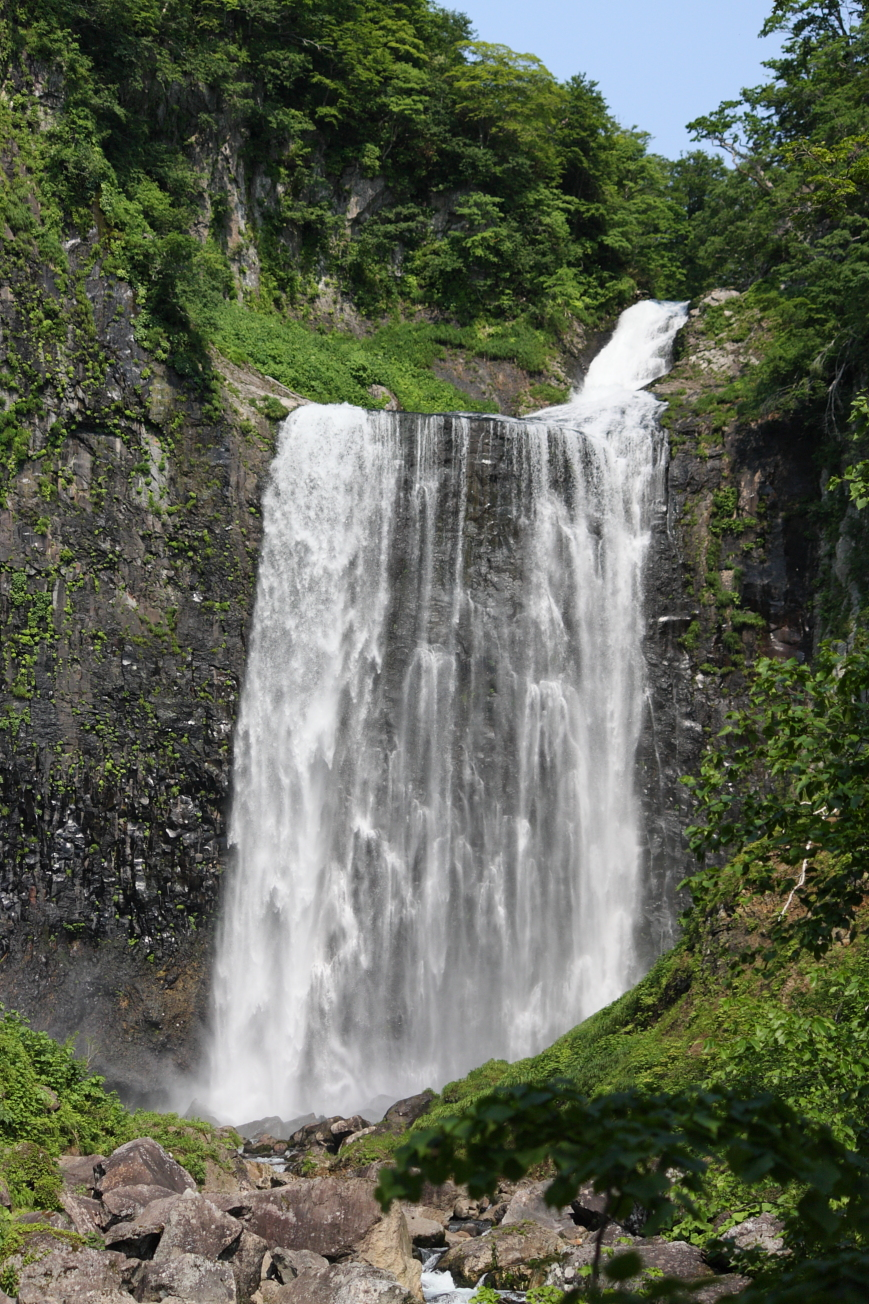
3. Garō
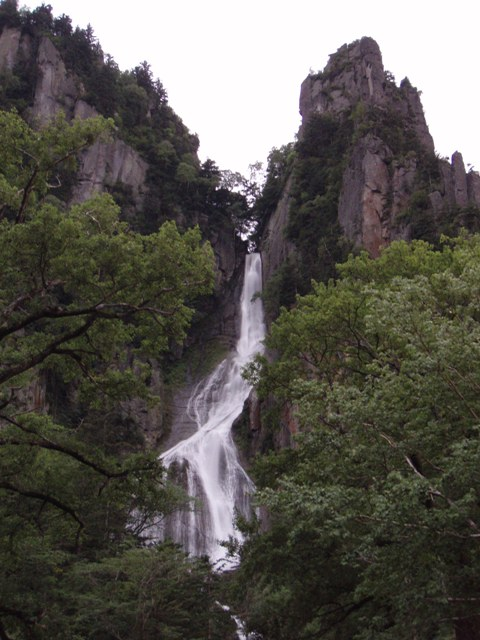
4. Ryusei-Ginga
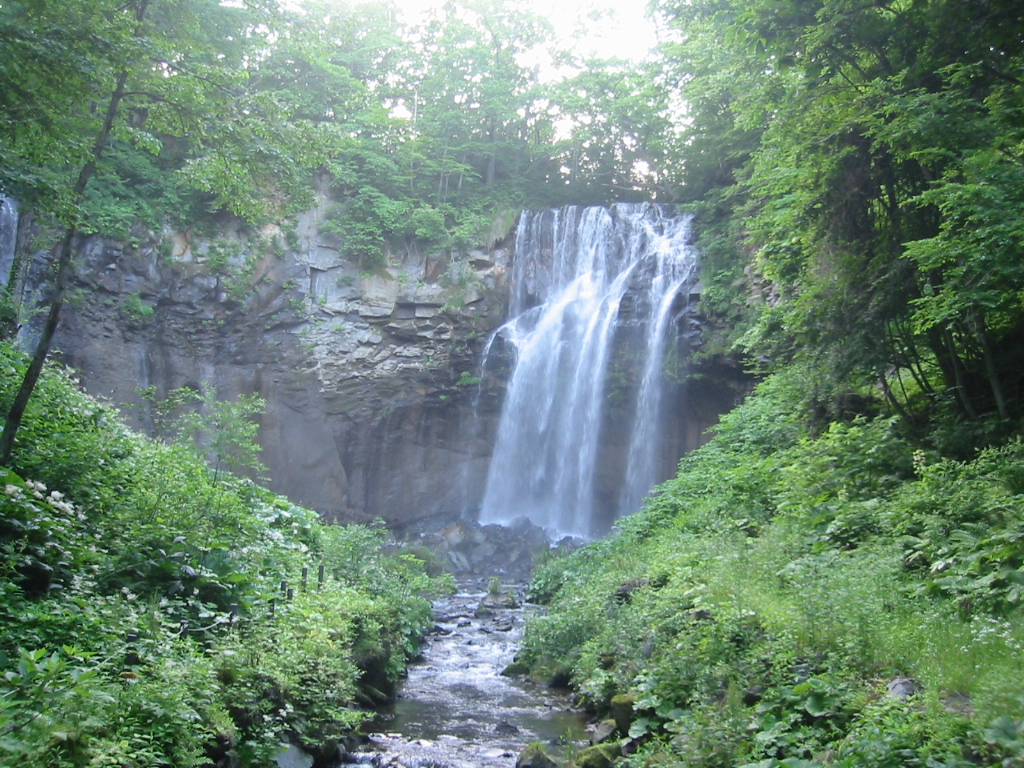
5. Ashiribetsu
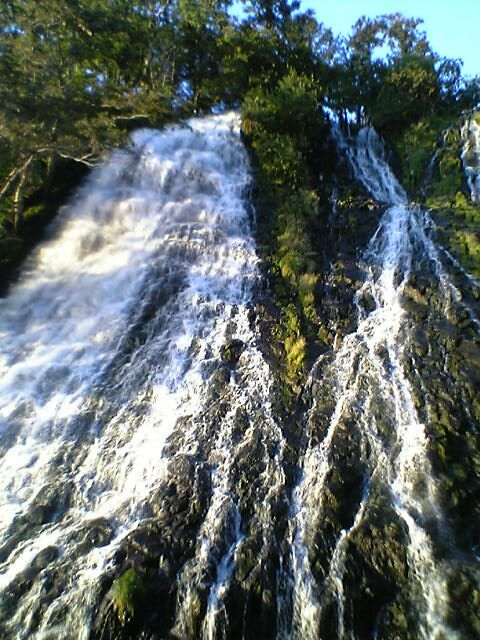
6. Oshinkoshin
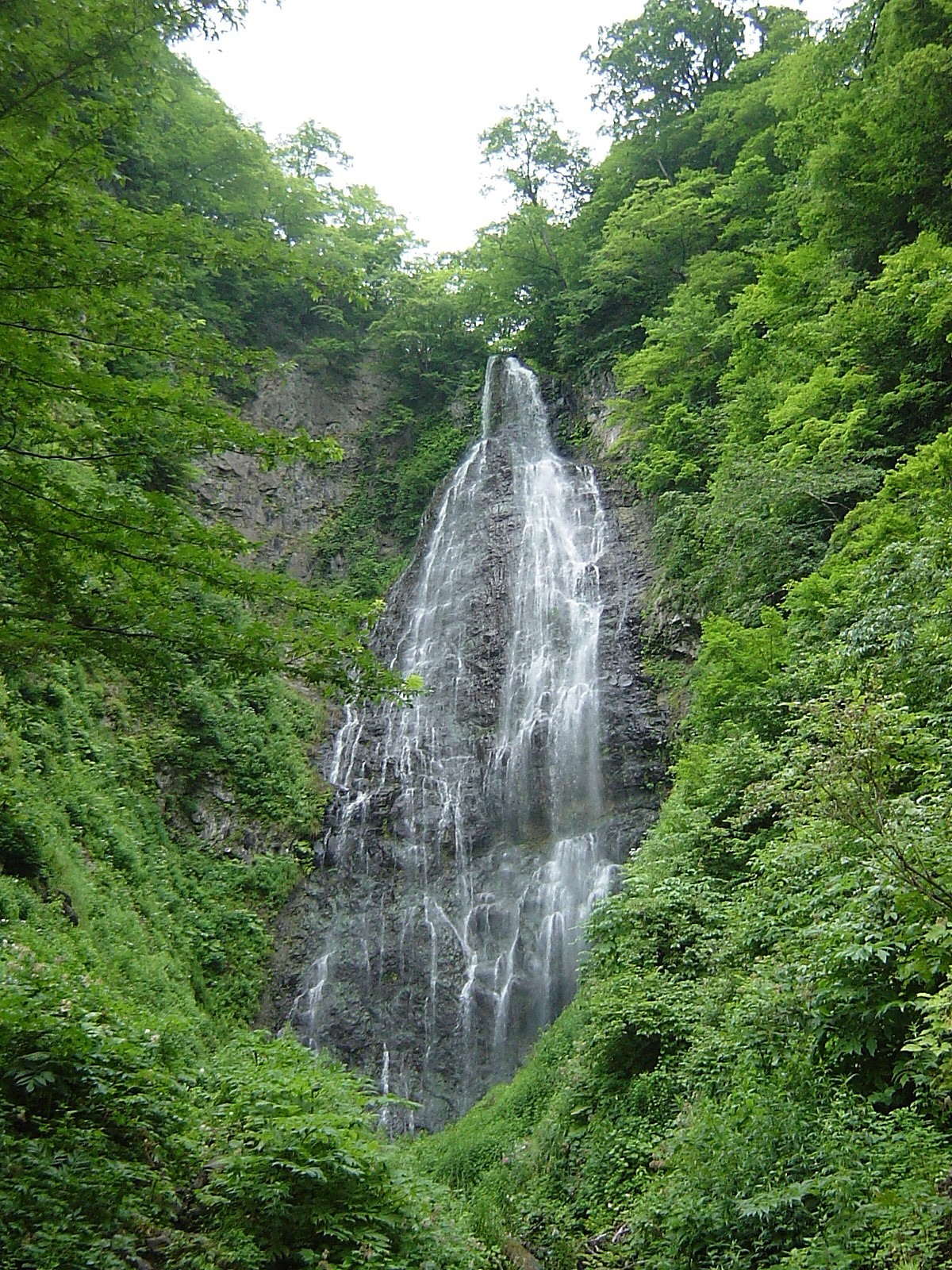
7. Kurokuma
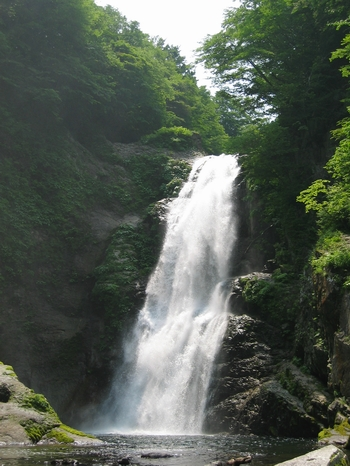
10. Akiu Great
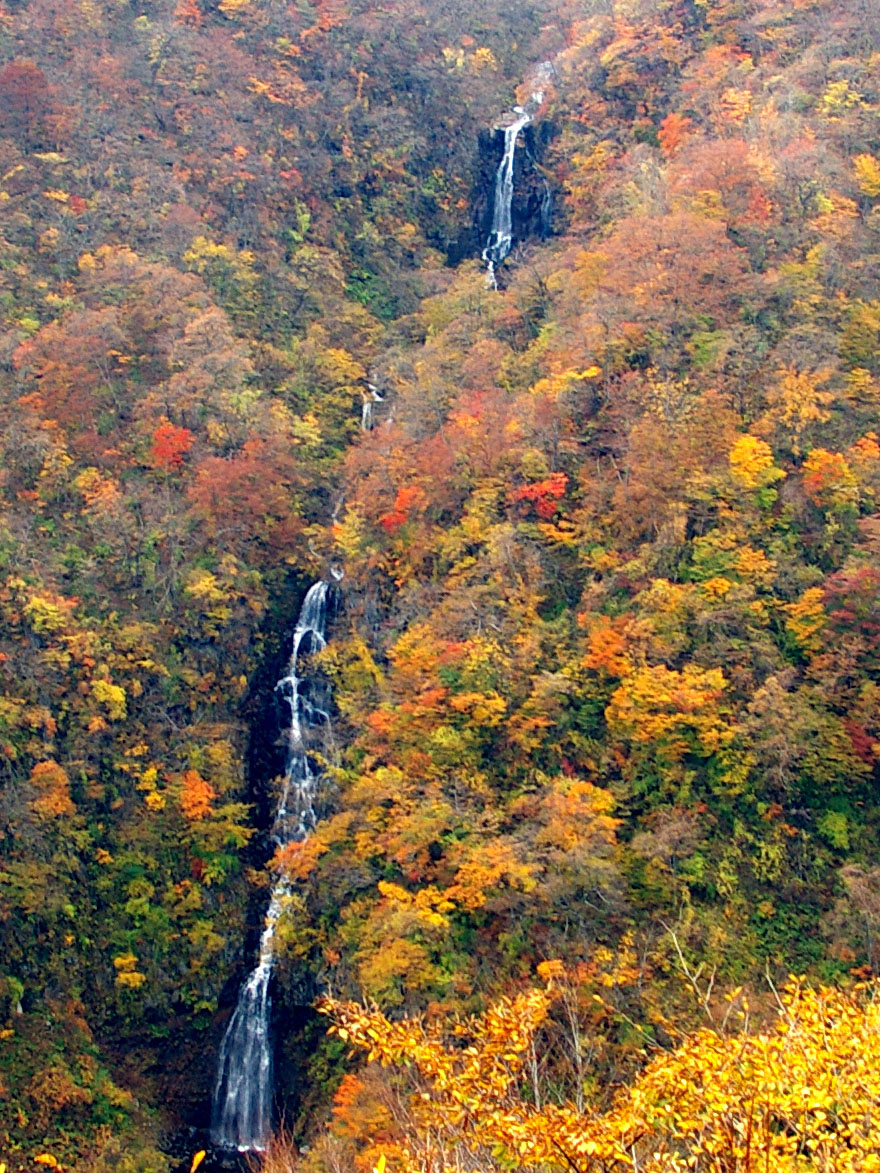
11. Sankai
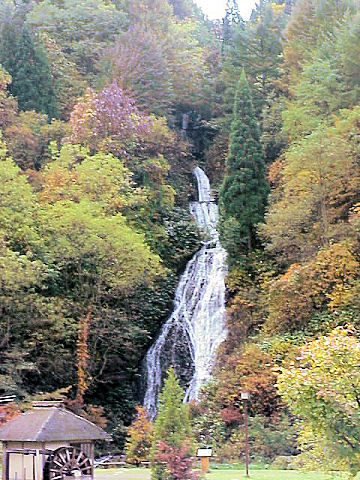
12. Nanataki
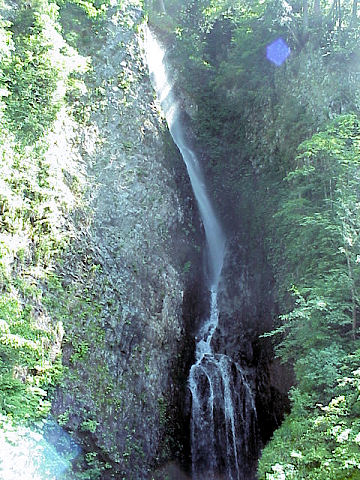
13. Chagama
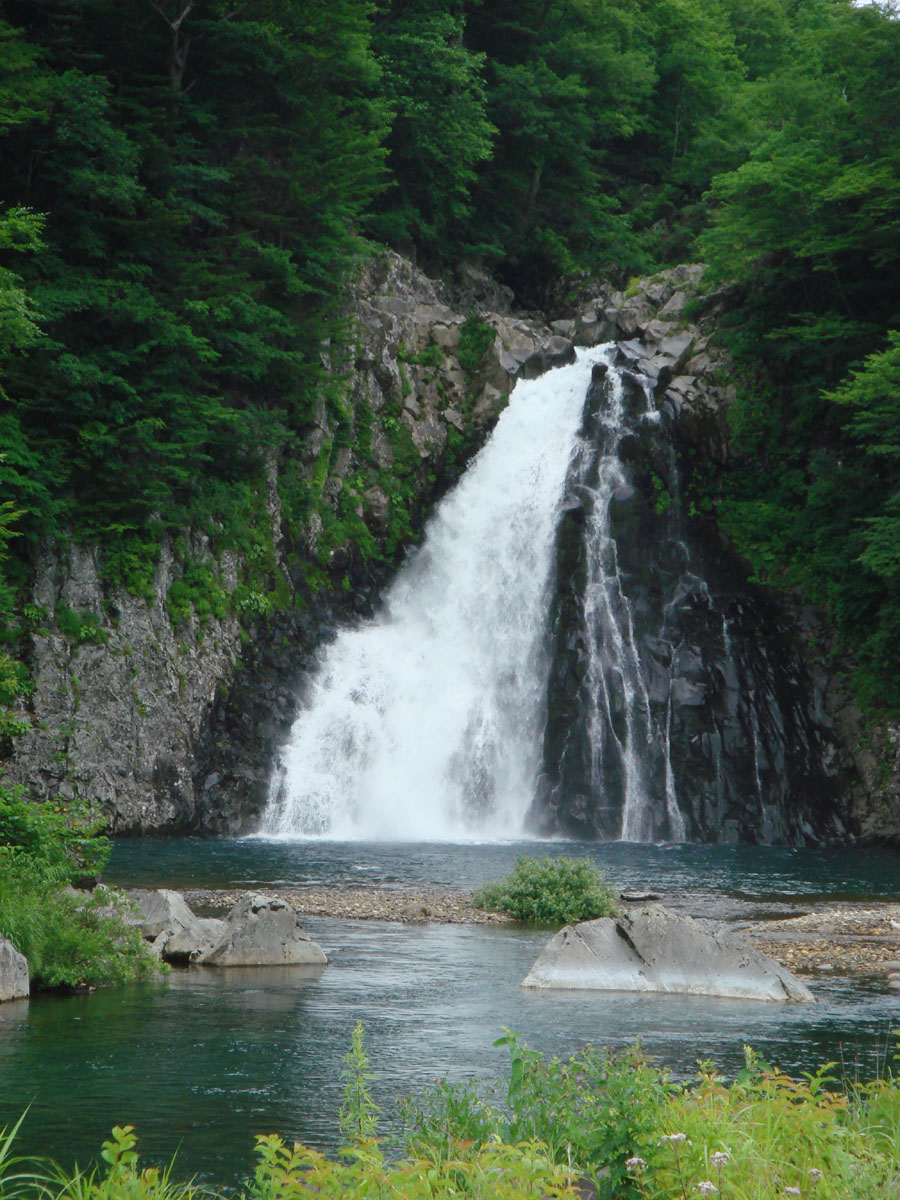
14. Hōttai
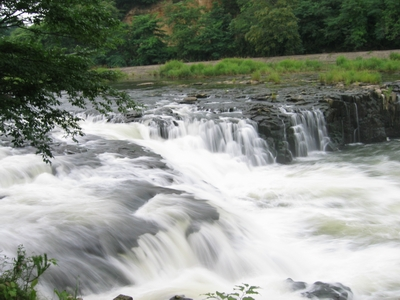
19. Otsuji
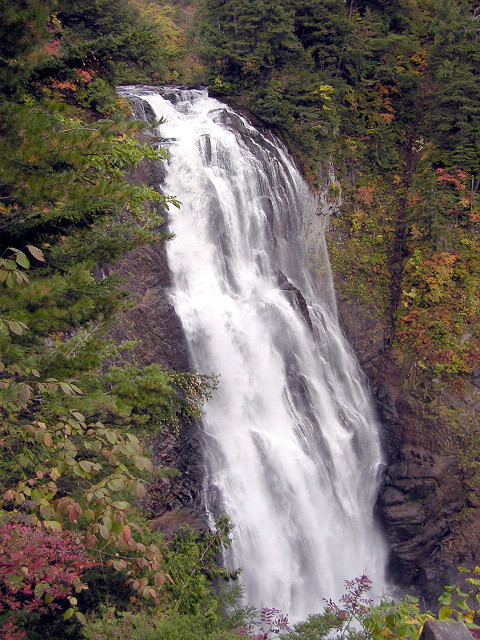
20. Sanjō
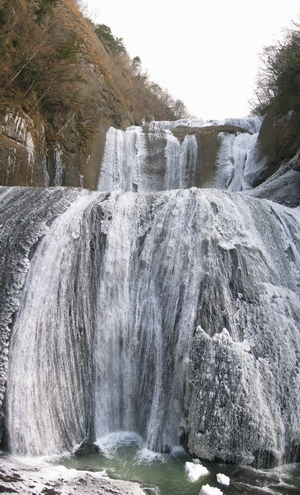
22. Fukuroda
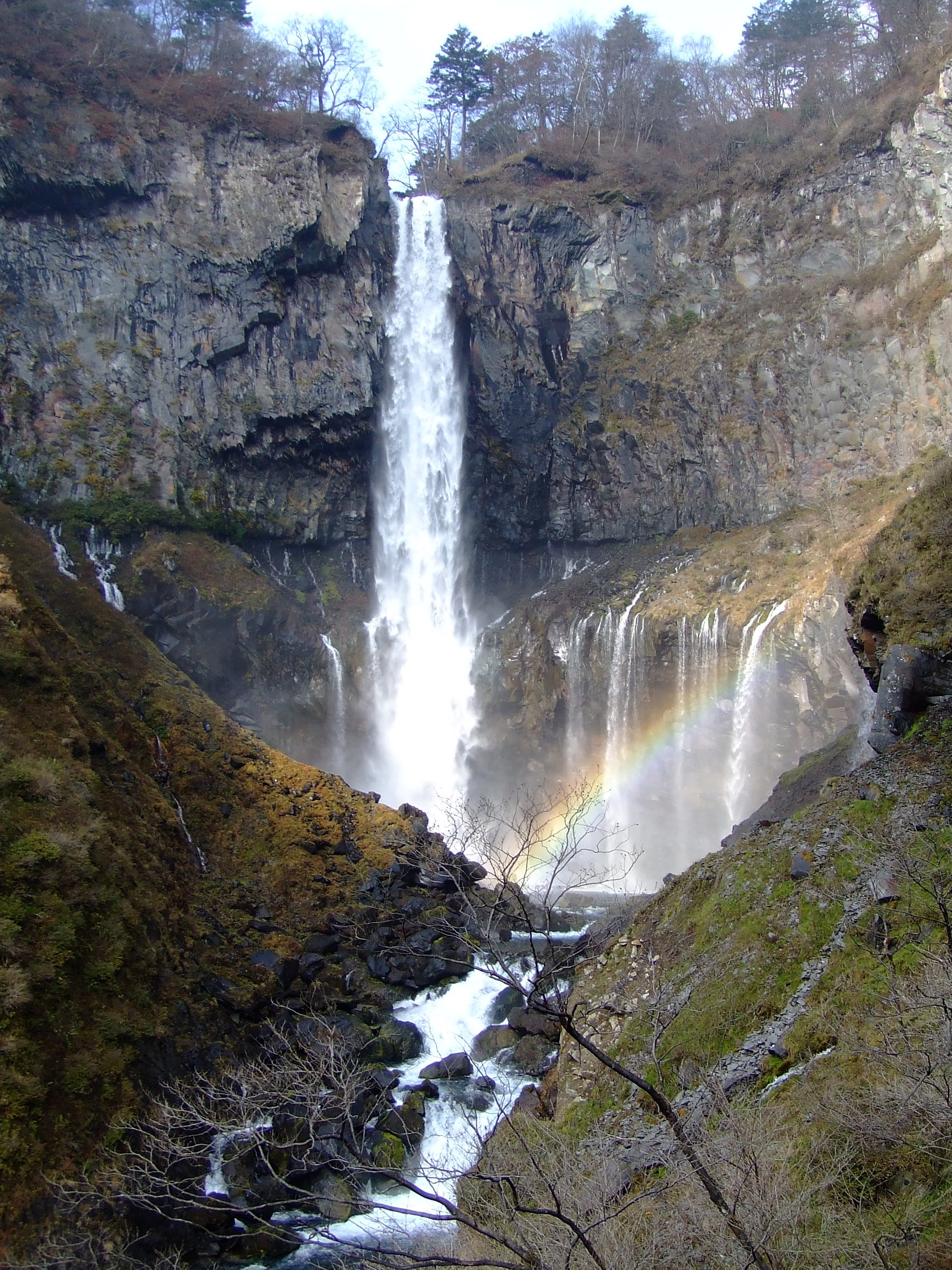
23. Kegon
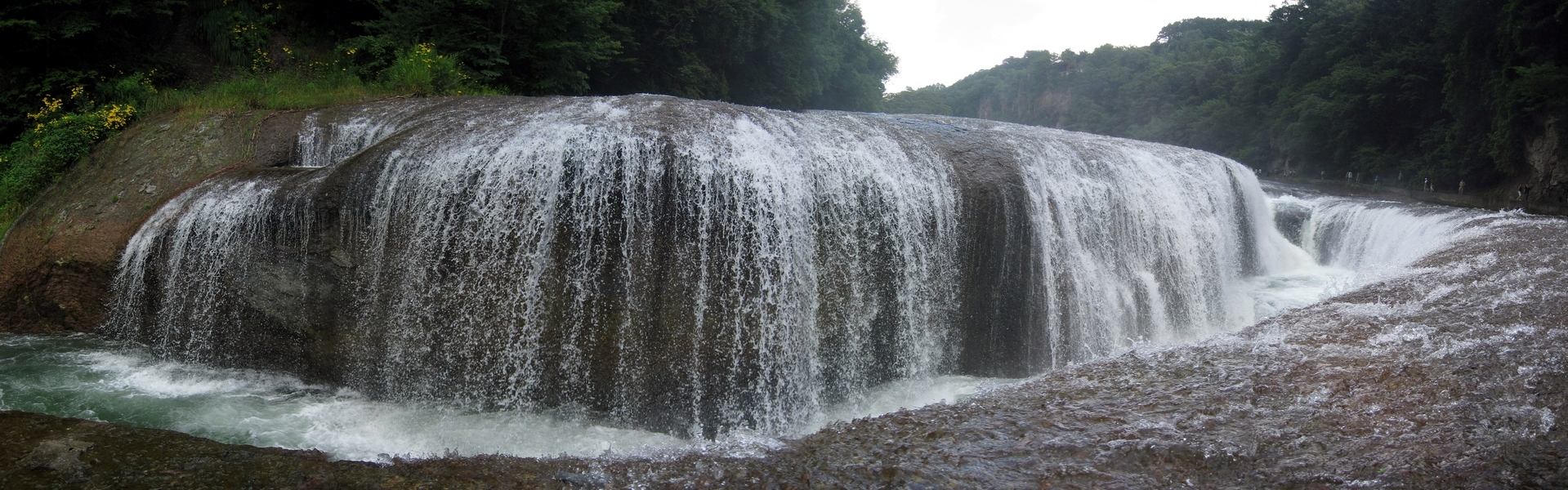
25. Fukiware
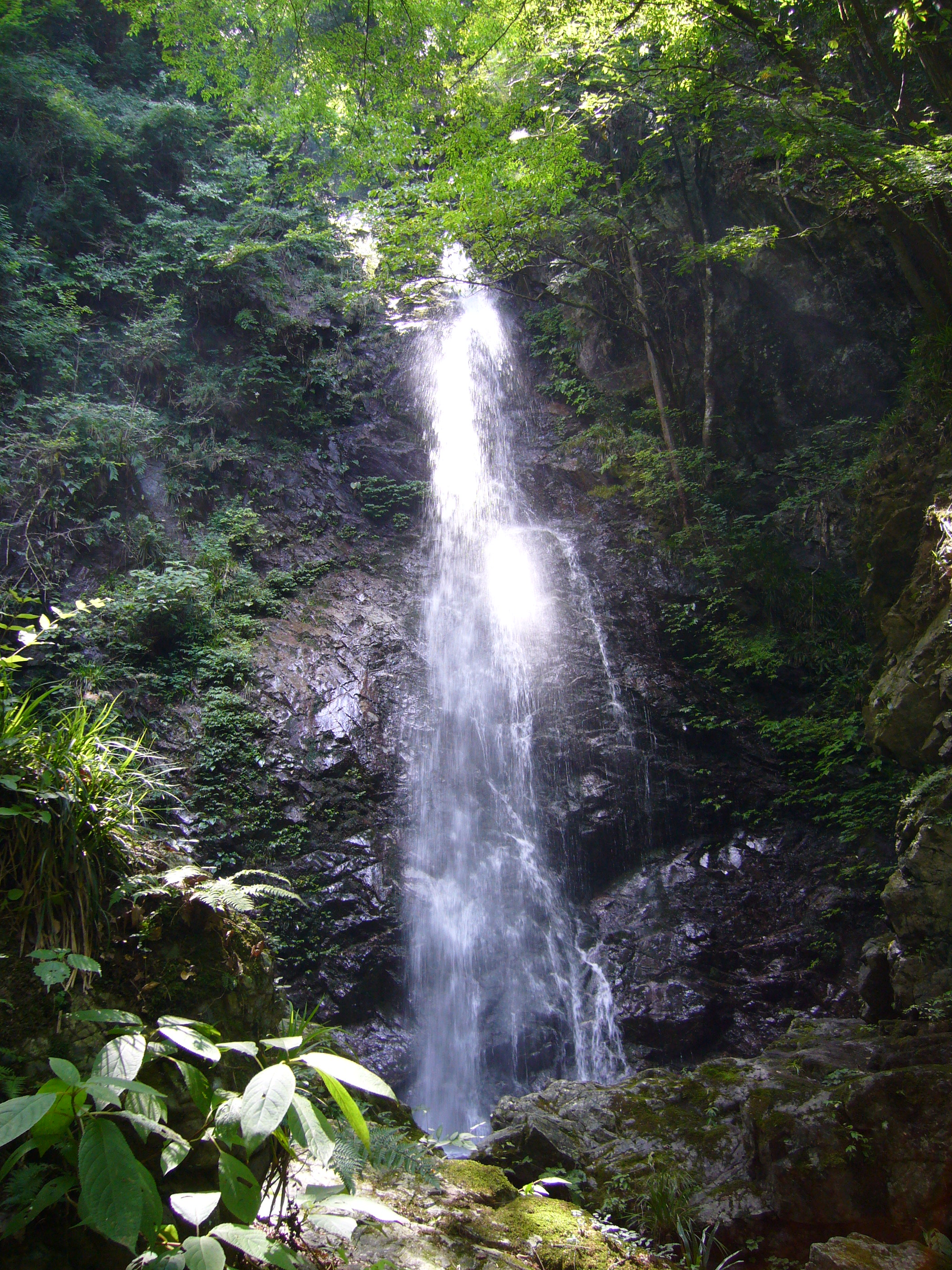
29. Hossawa
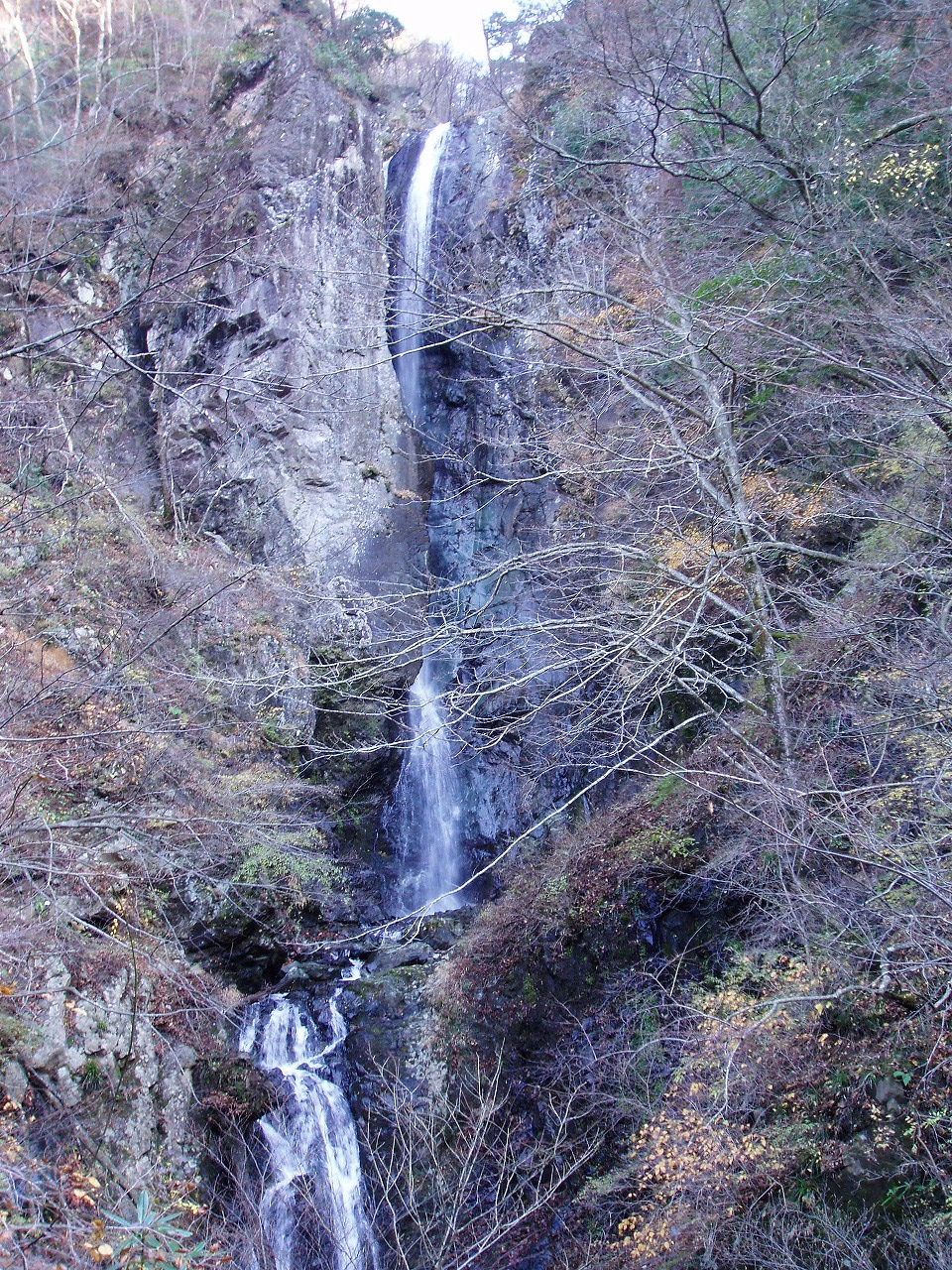
30. Hayato Great
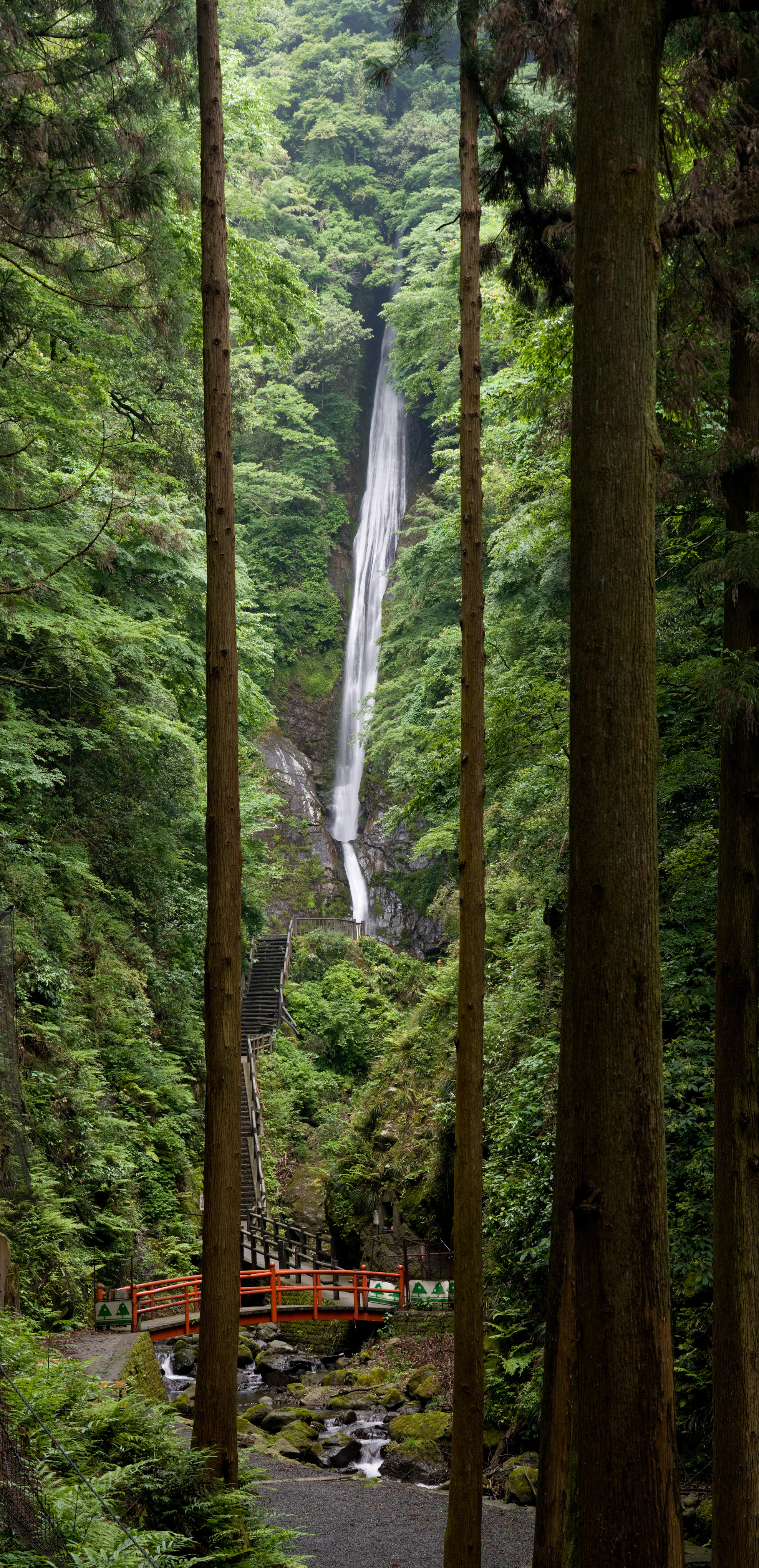
31. Shasui
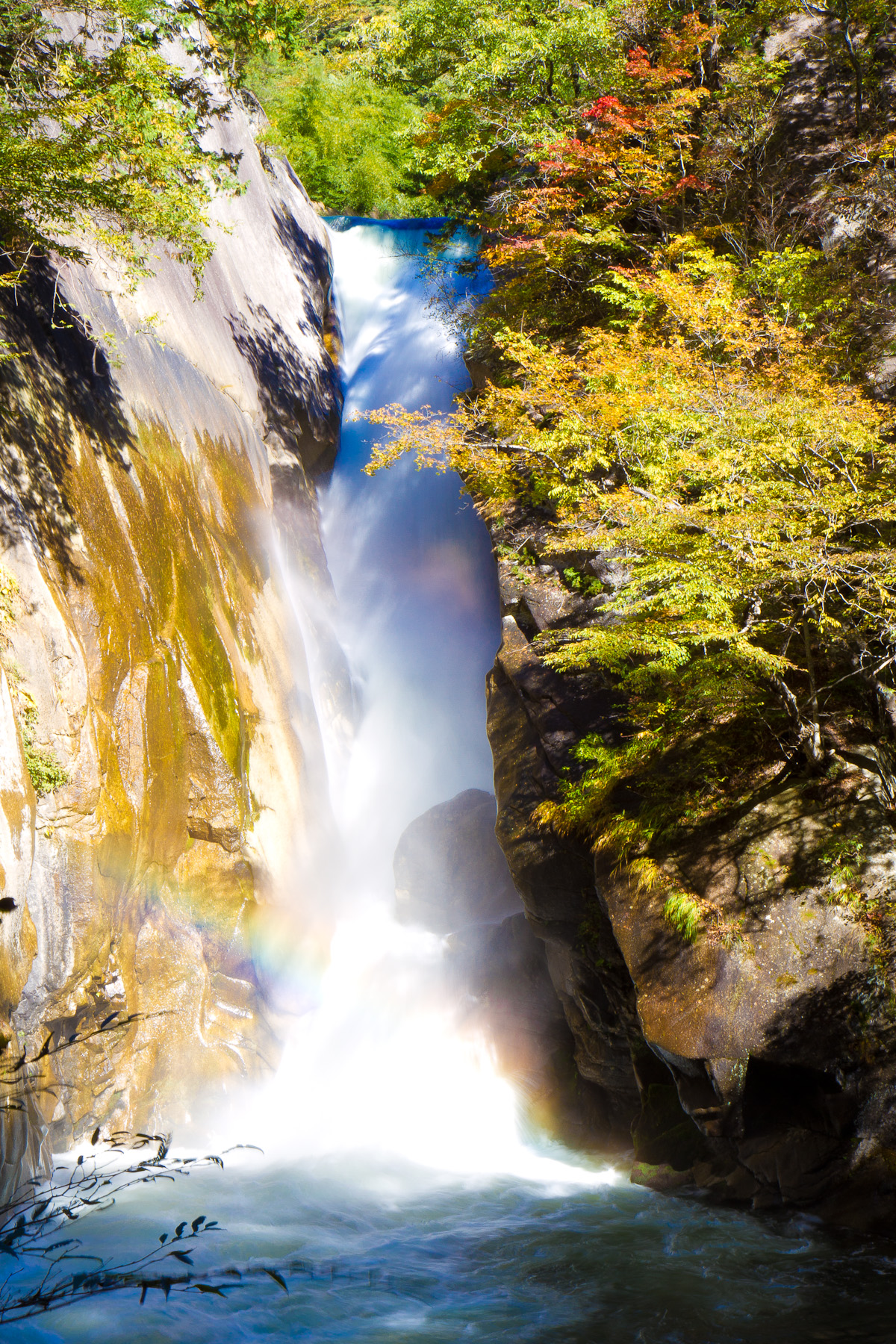
34. Senga
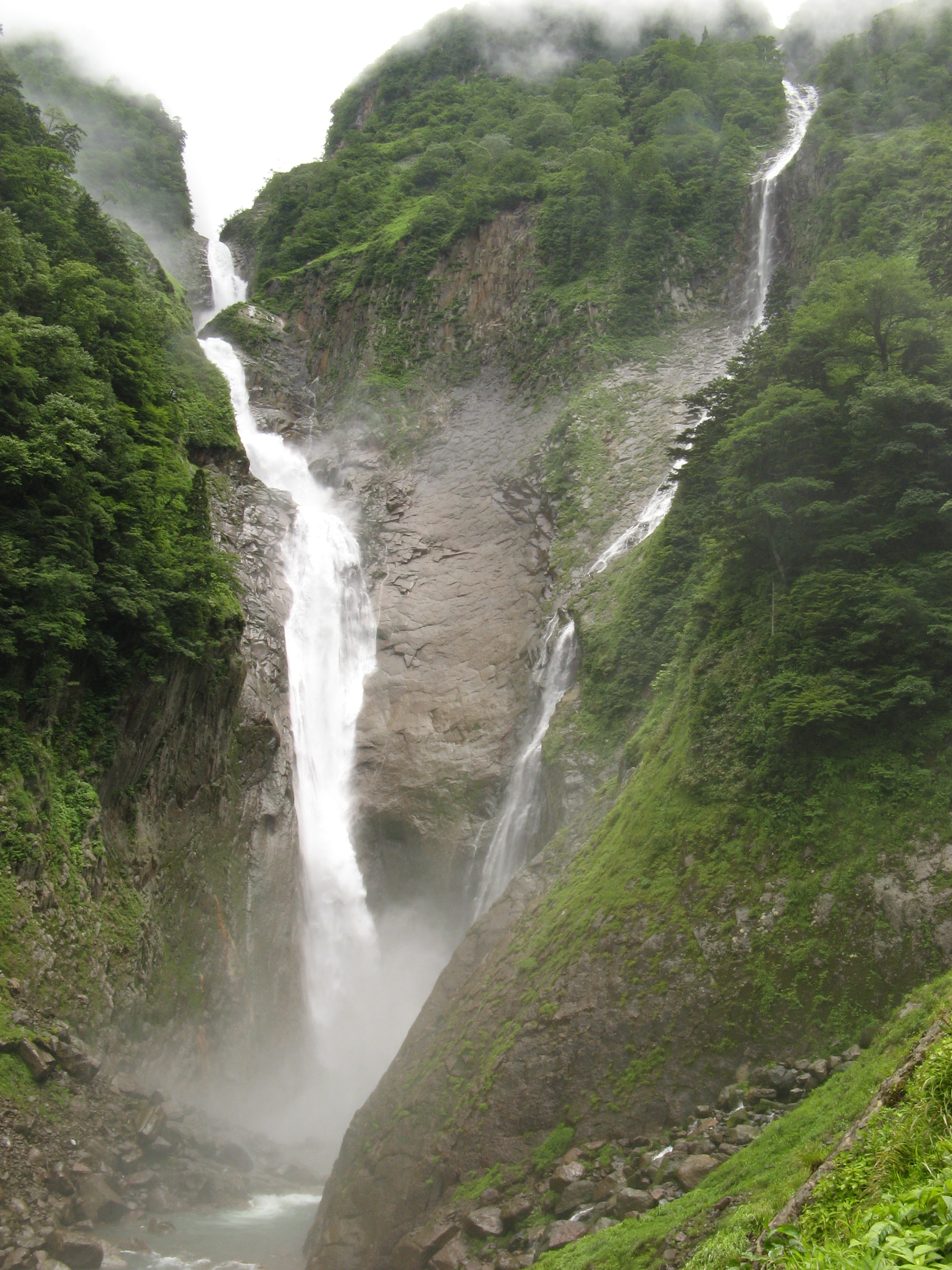
38. Shōmyō
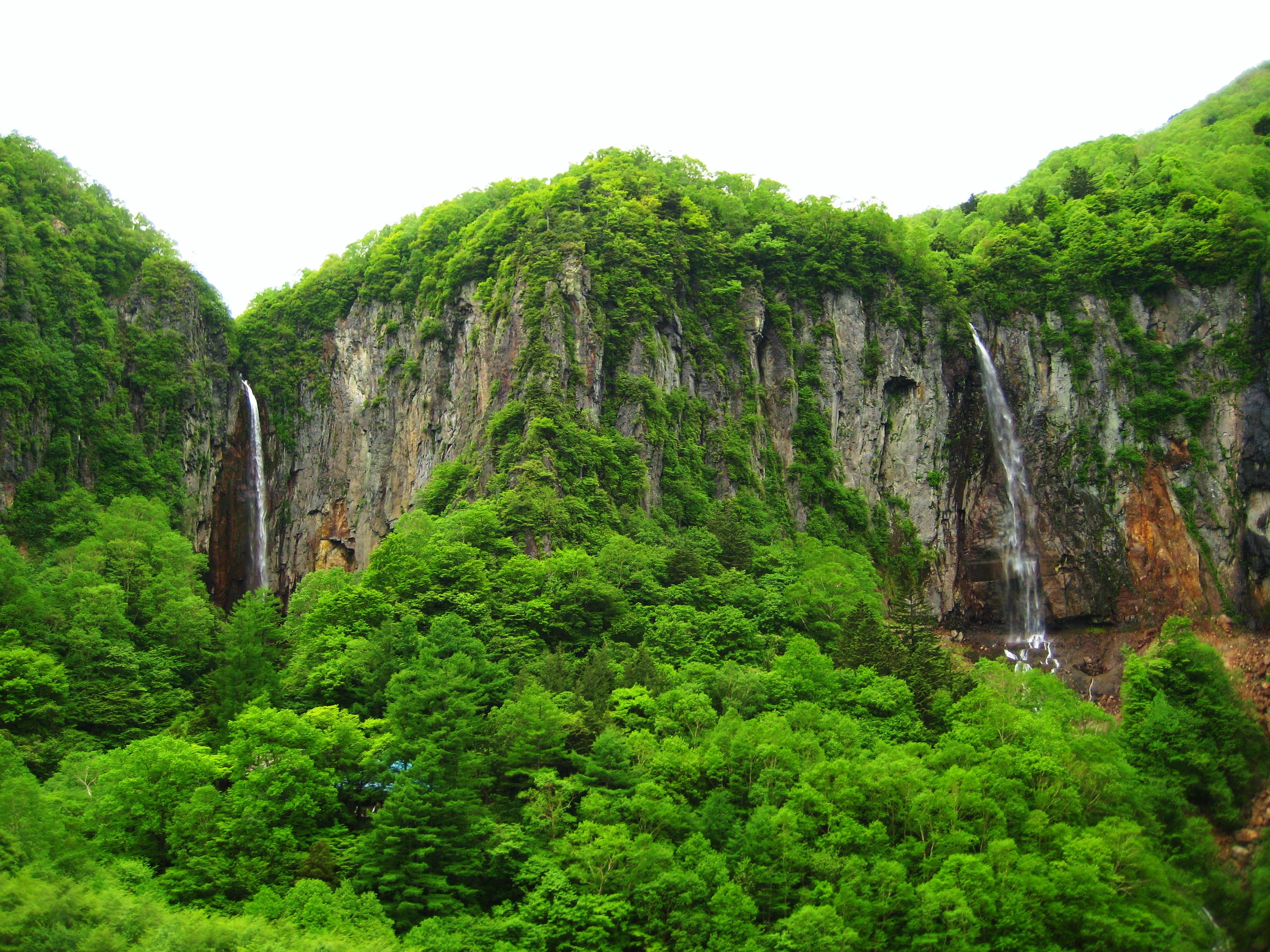
41. Yonako Daibakufu
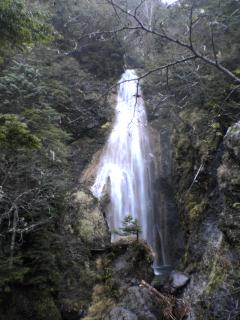
42. Sanbon
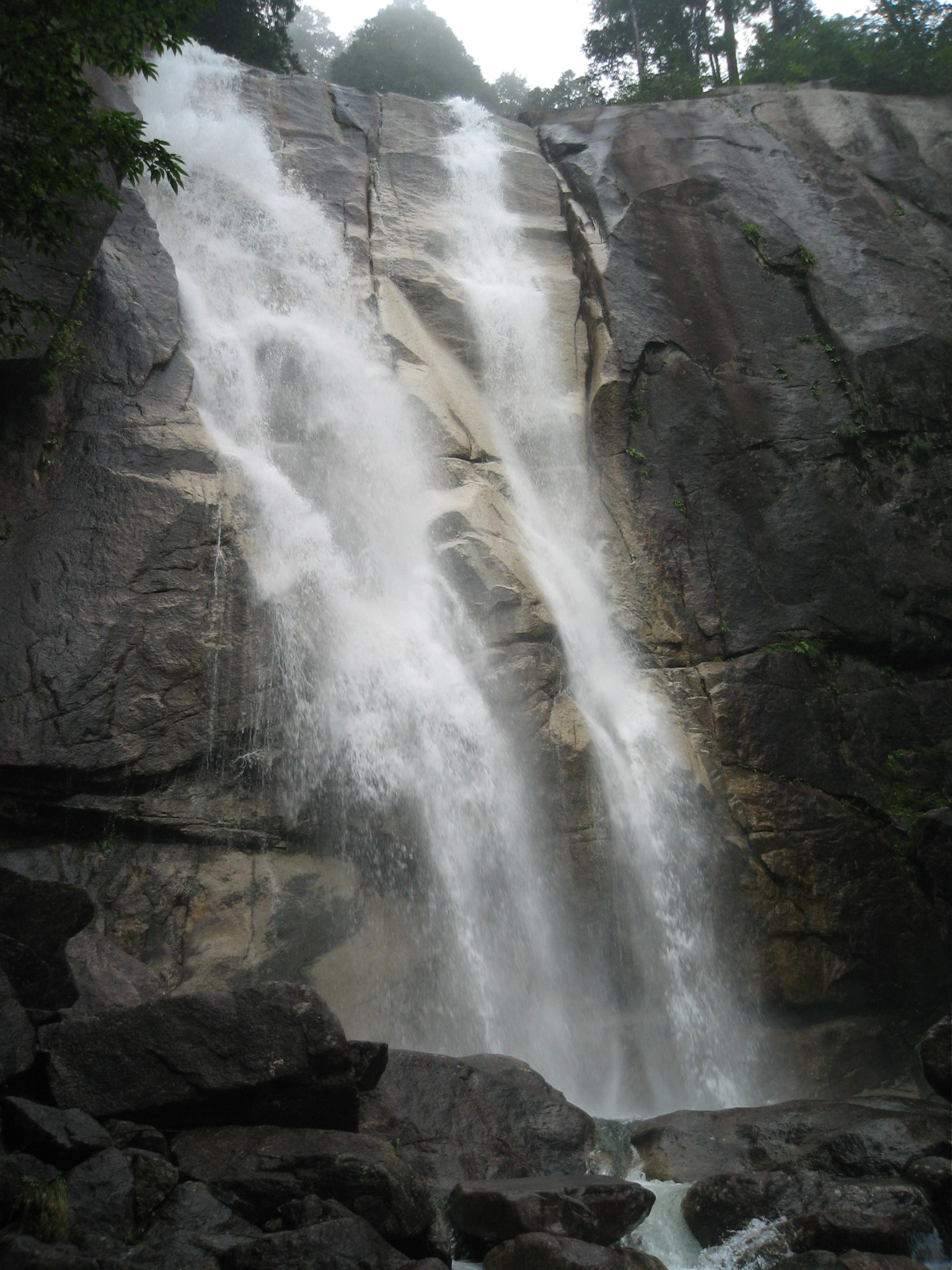
43. Tadachi
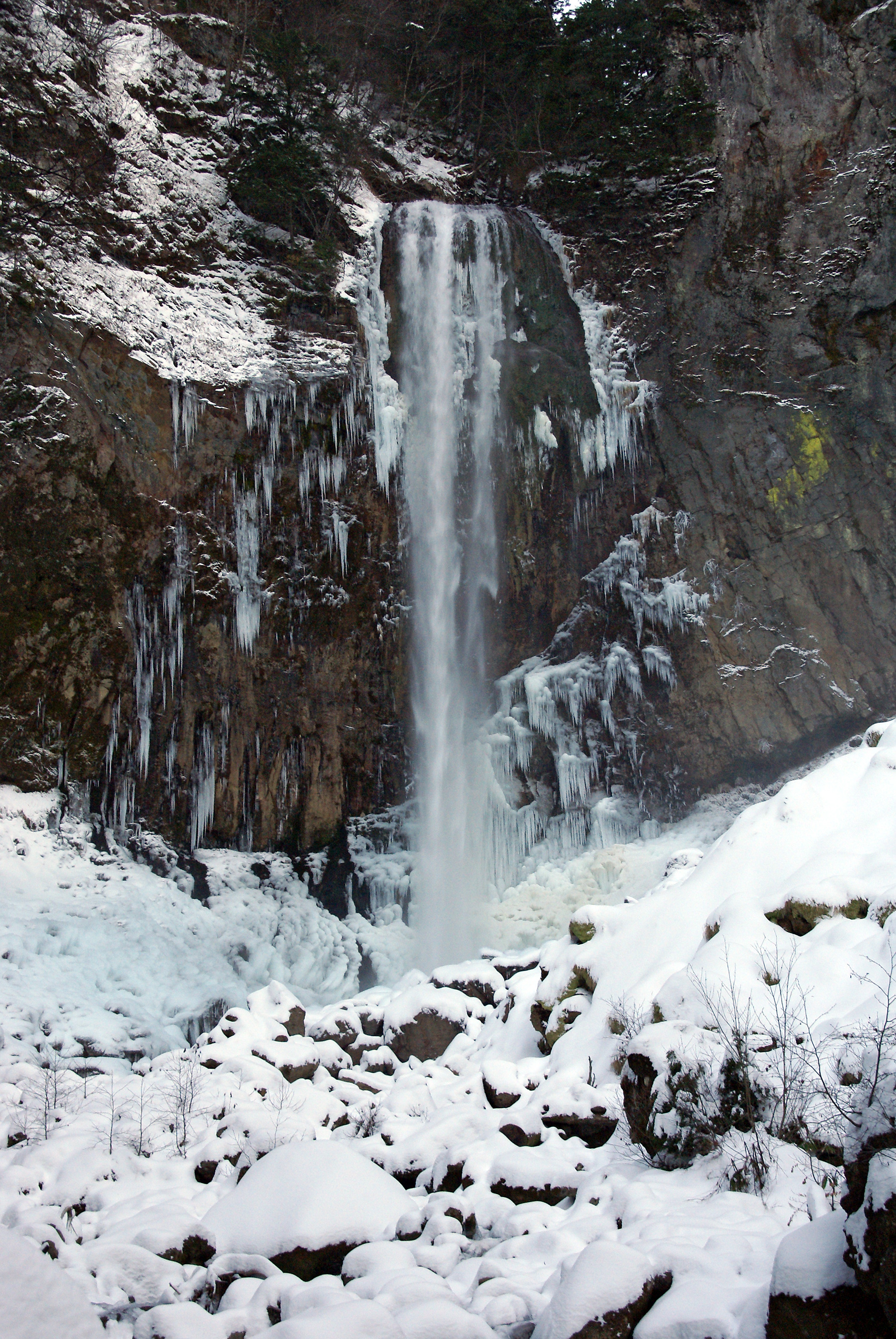
45. Hirayu
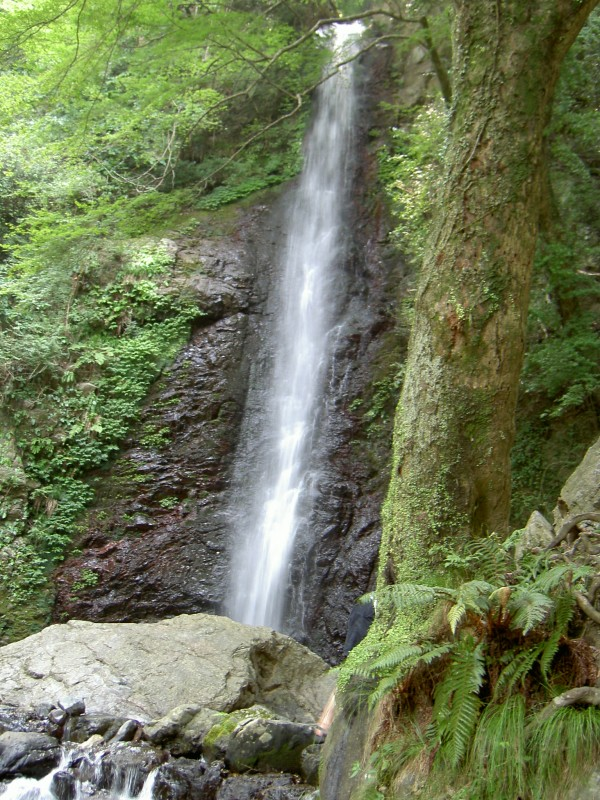
46. Yōrō
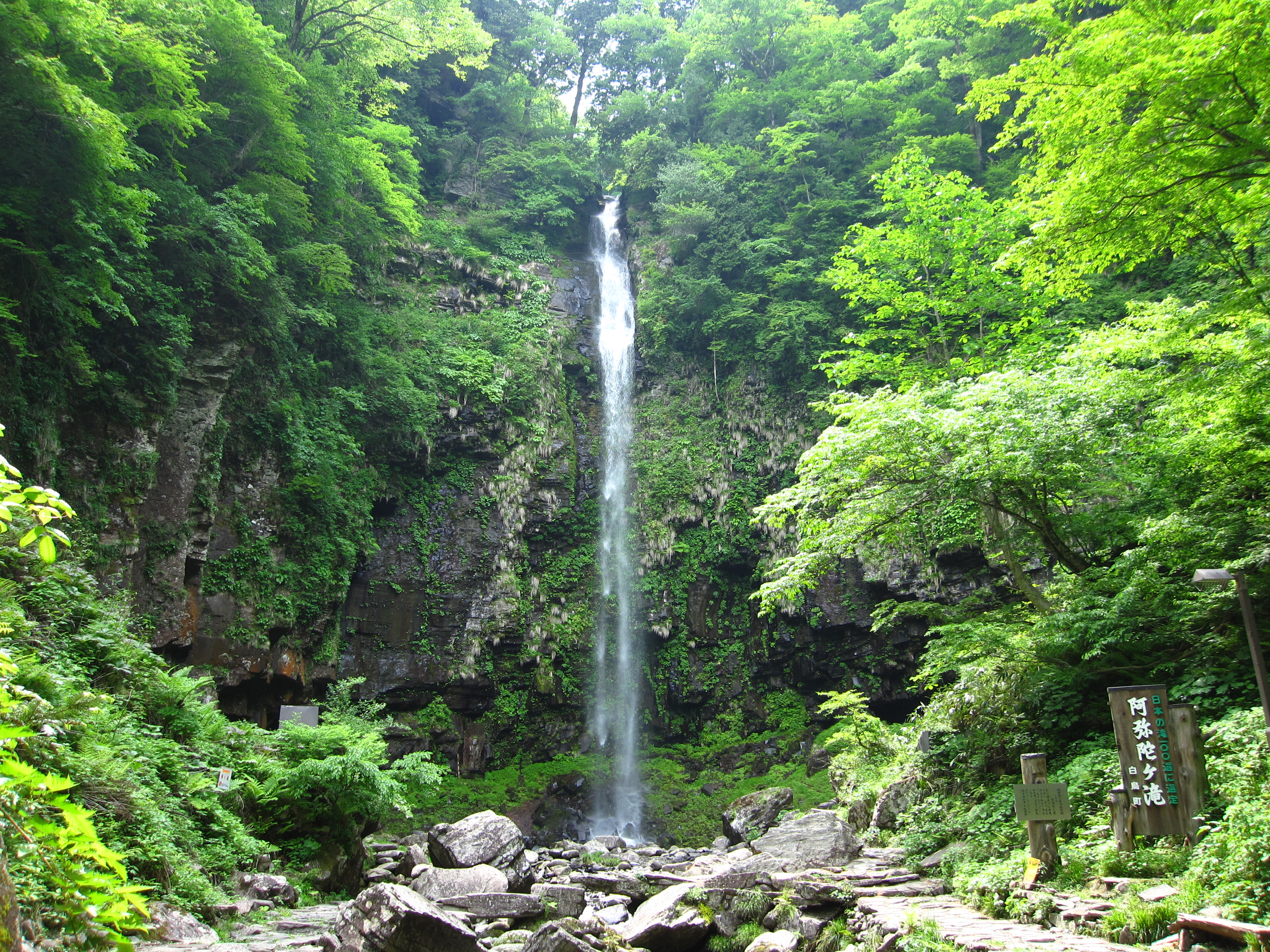
47. Amida
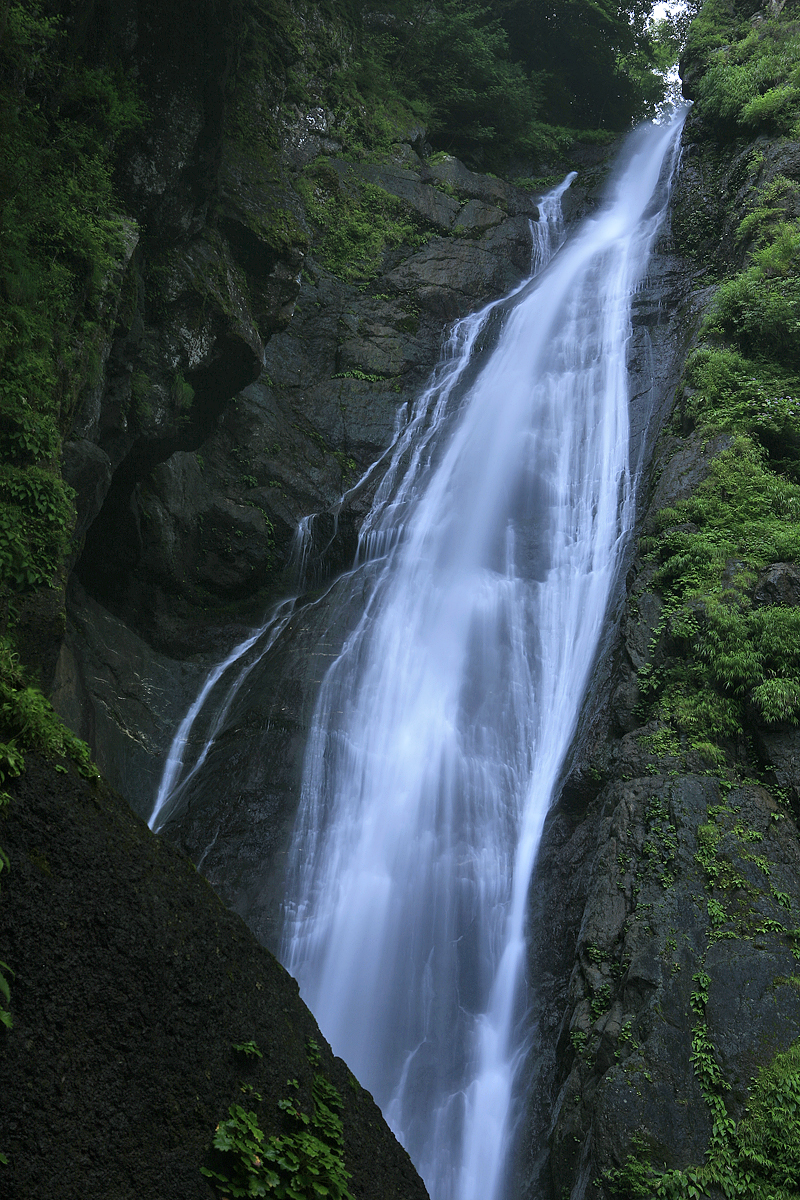
48. Abe
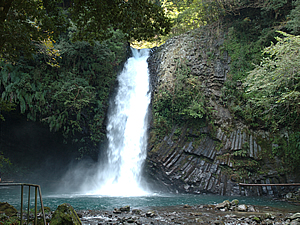
49. Jōren
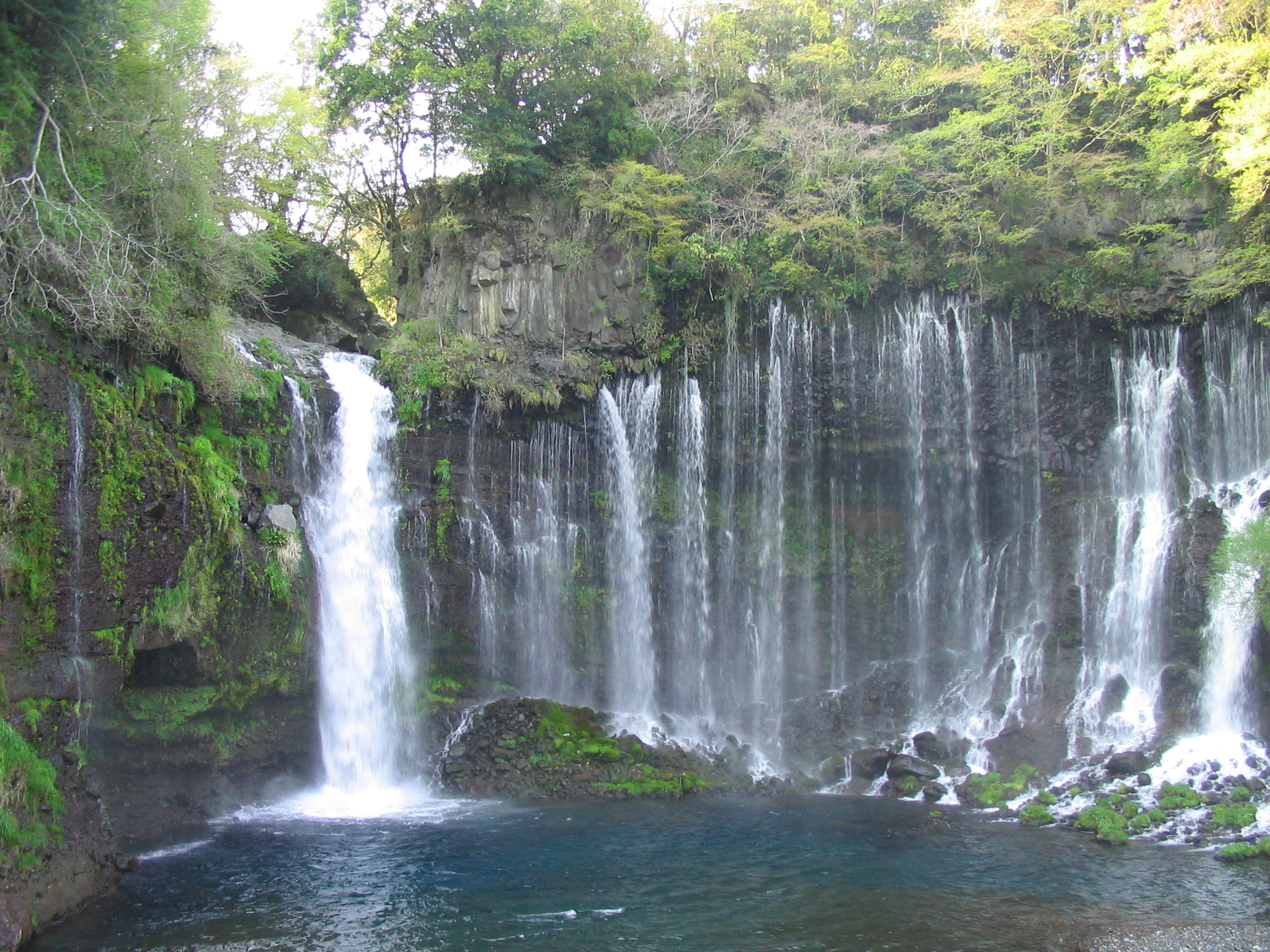
50. Shiraito
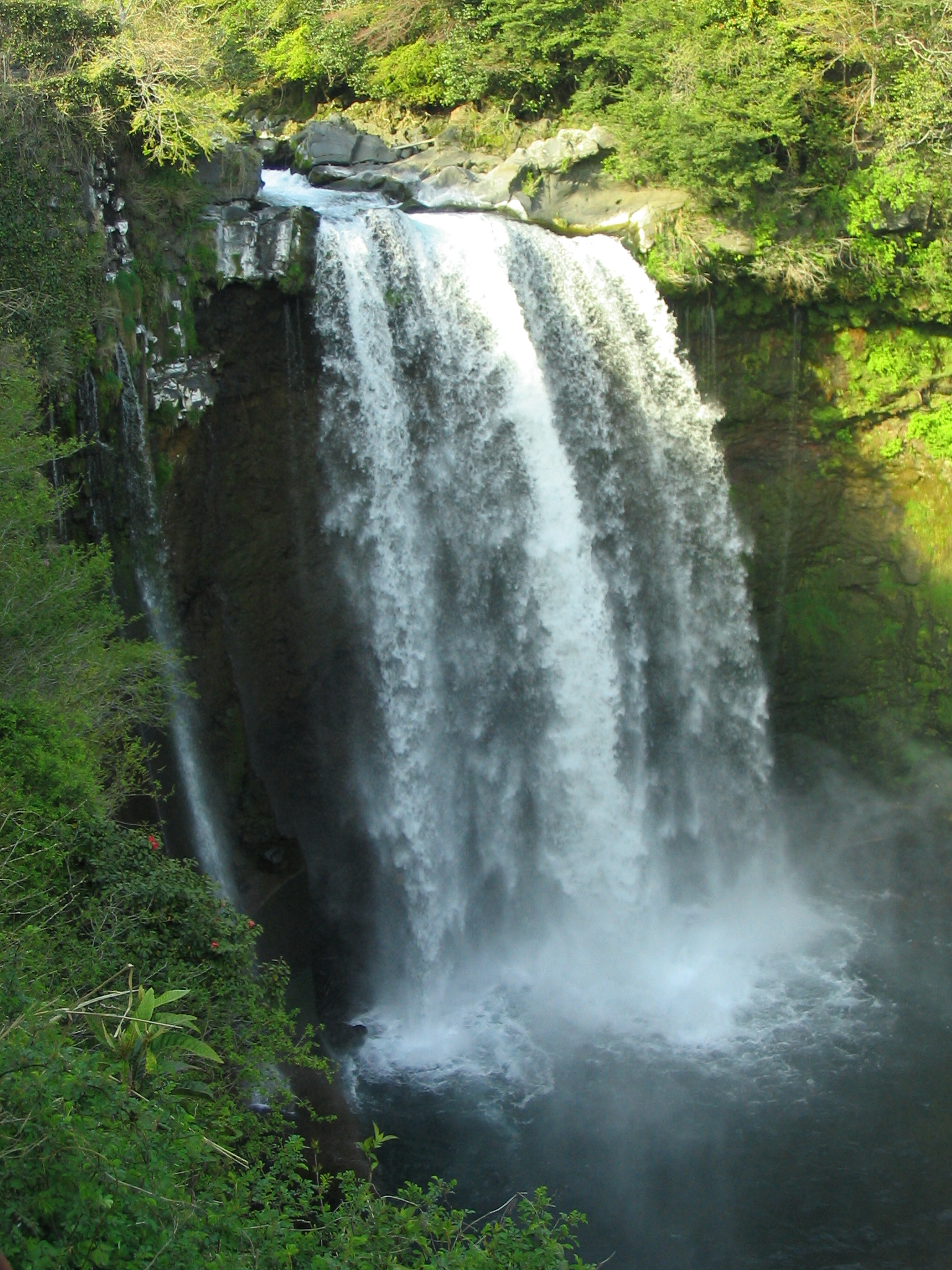
50. Otodome
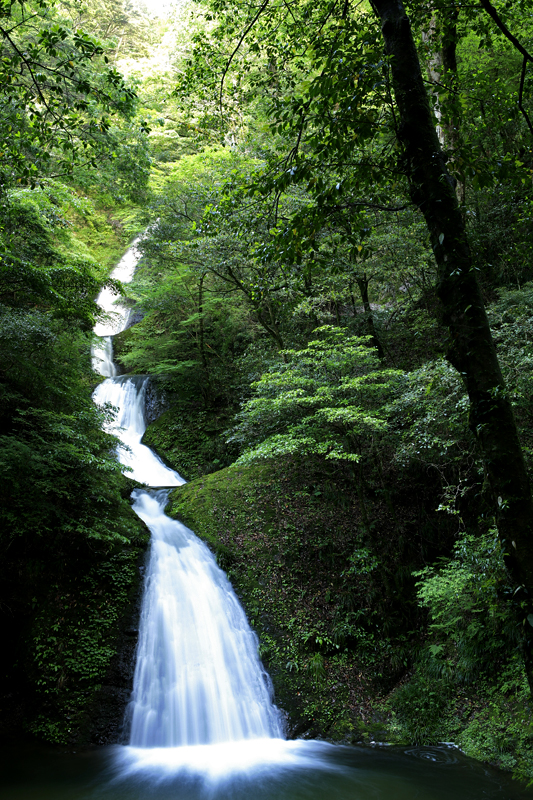
51. Atera
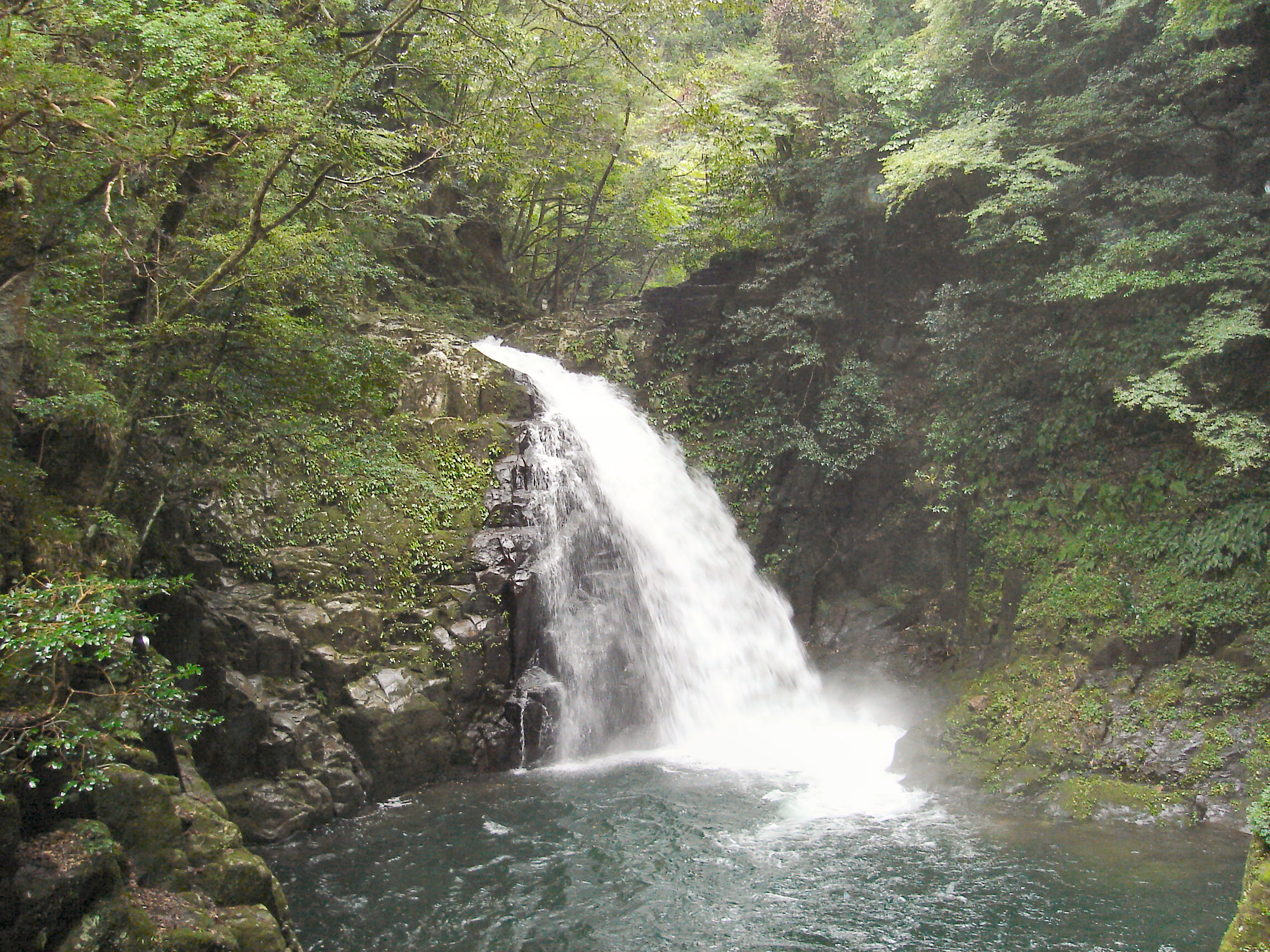
53. Akame Shijyūhachi
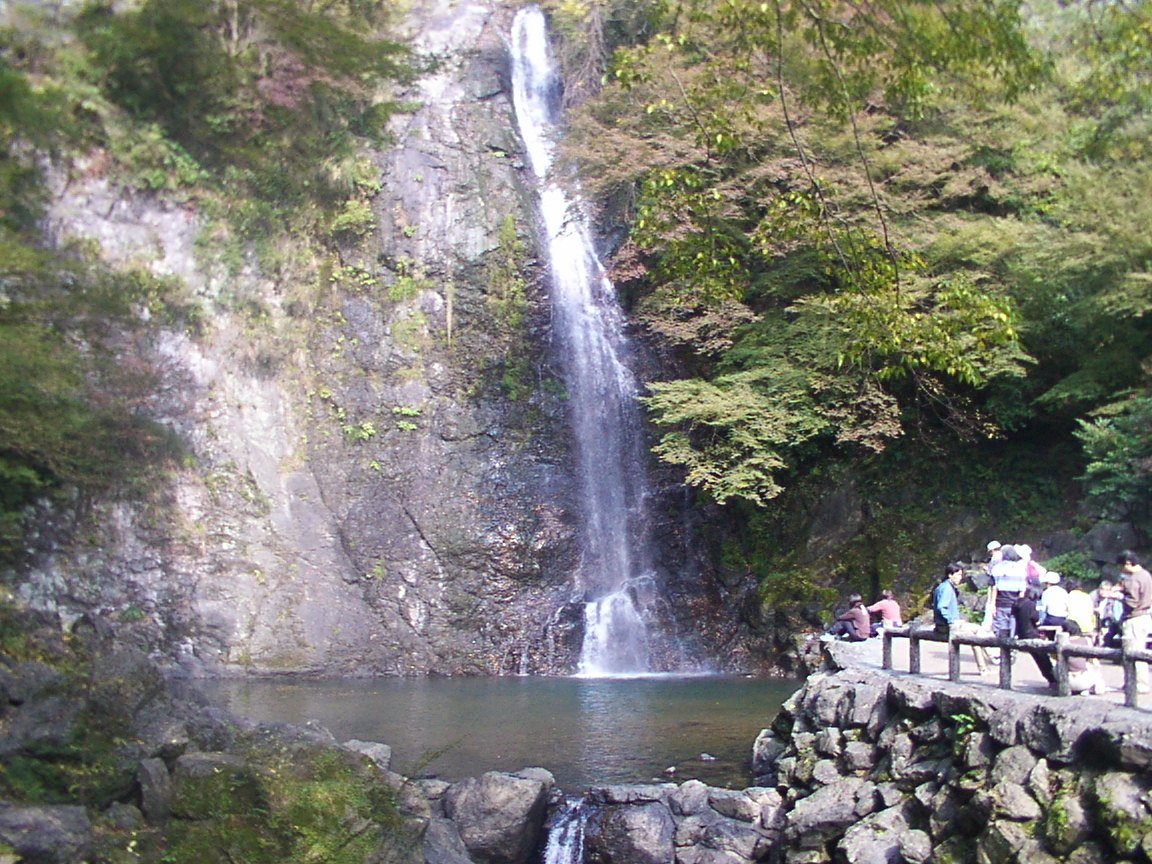
57. Minoo
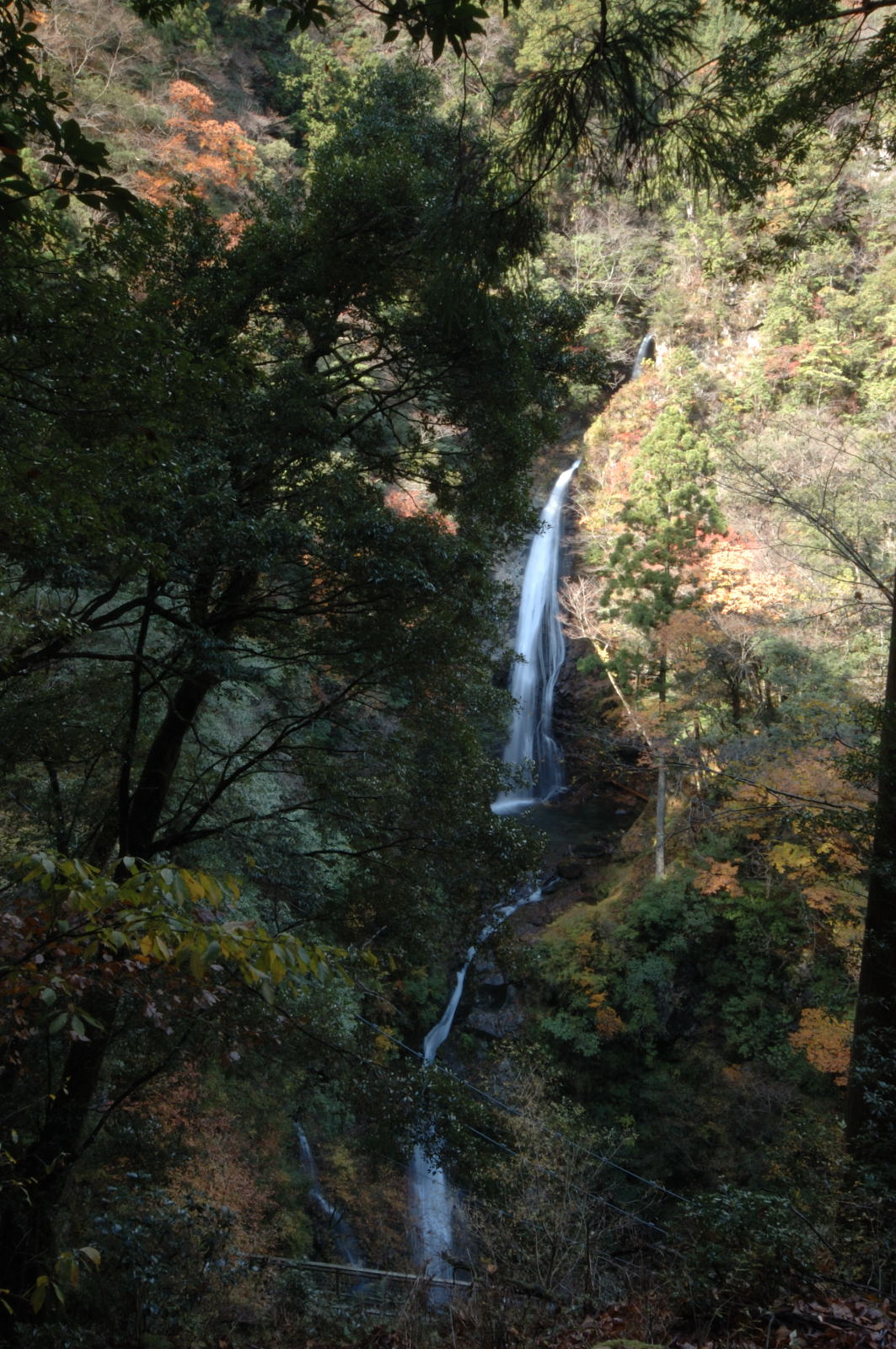
58. Harafudō
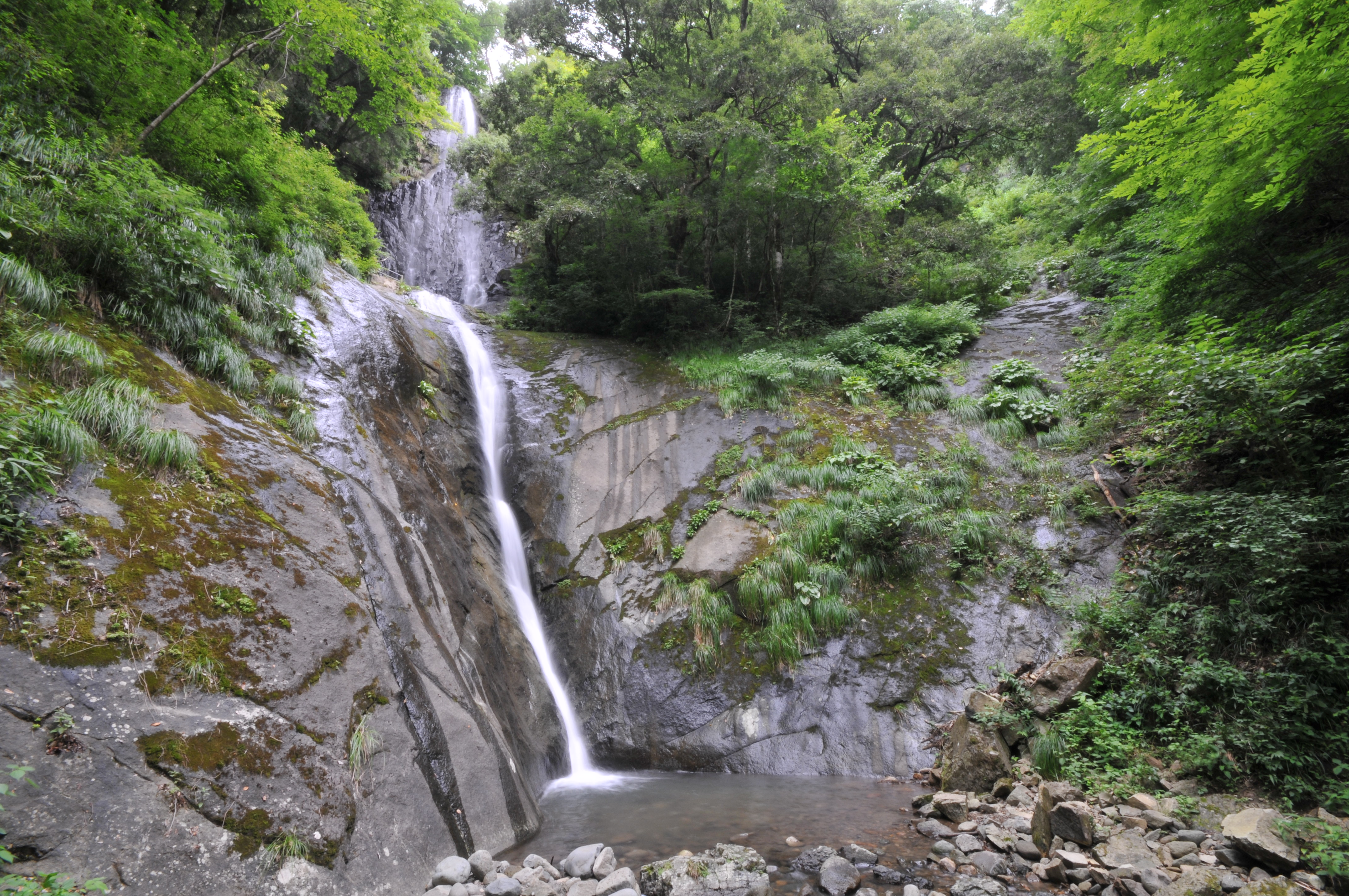
59. Saruo
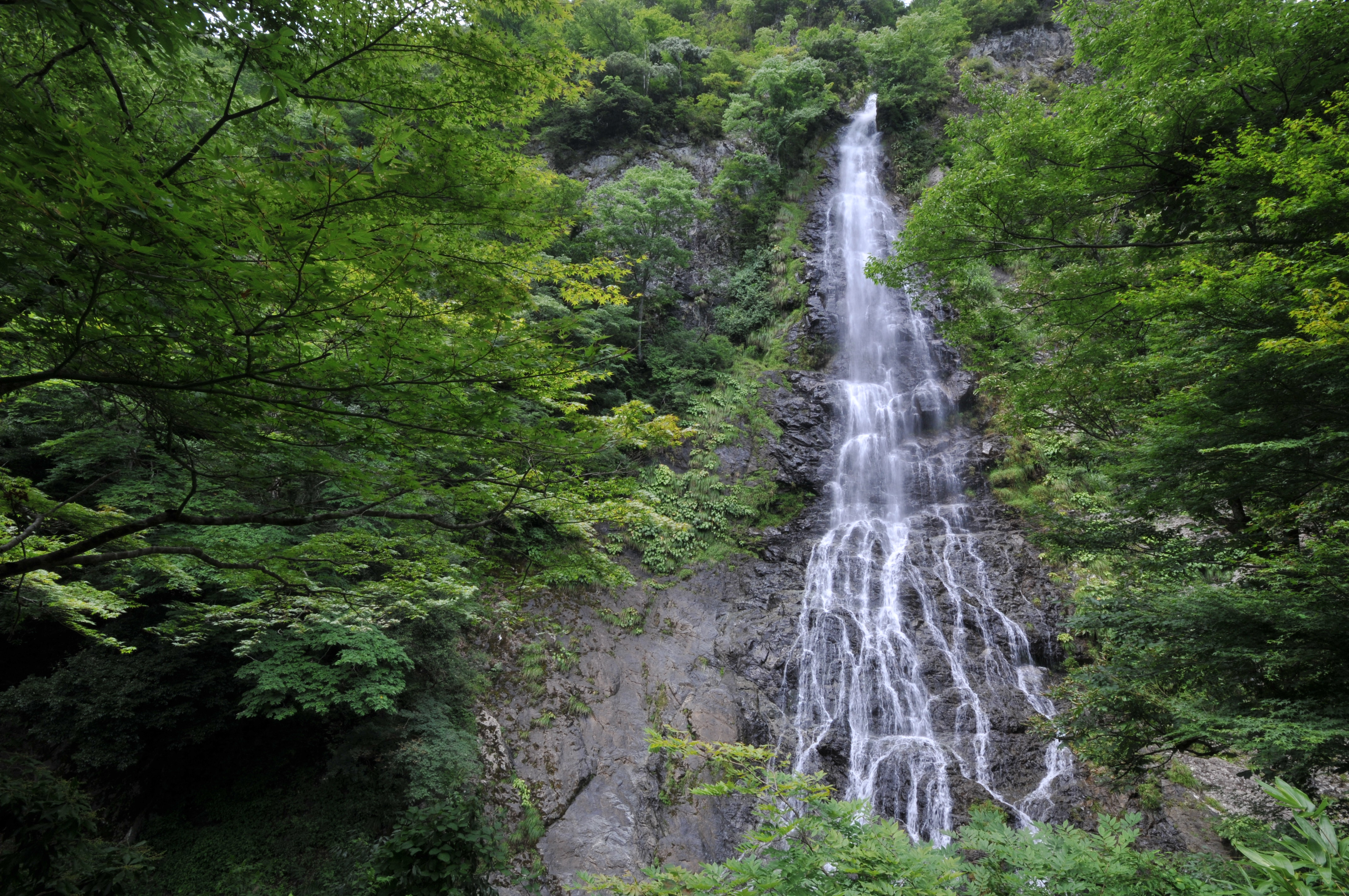
60. Tendaki
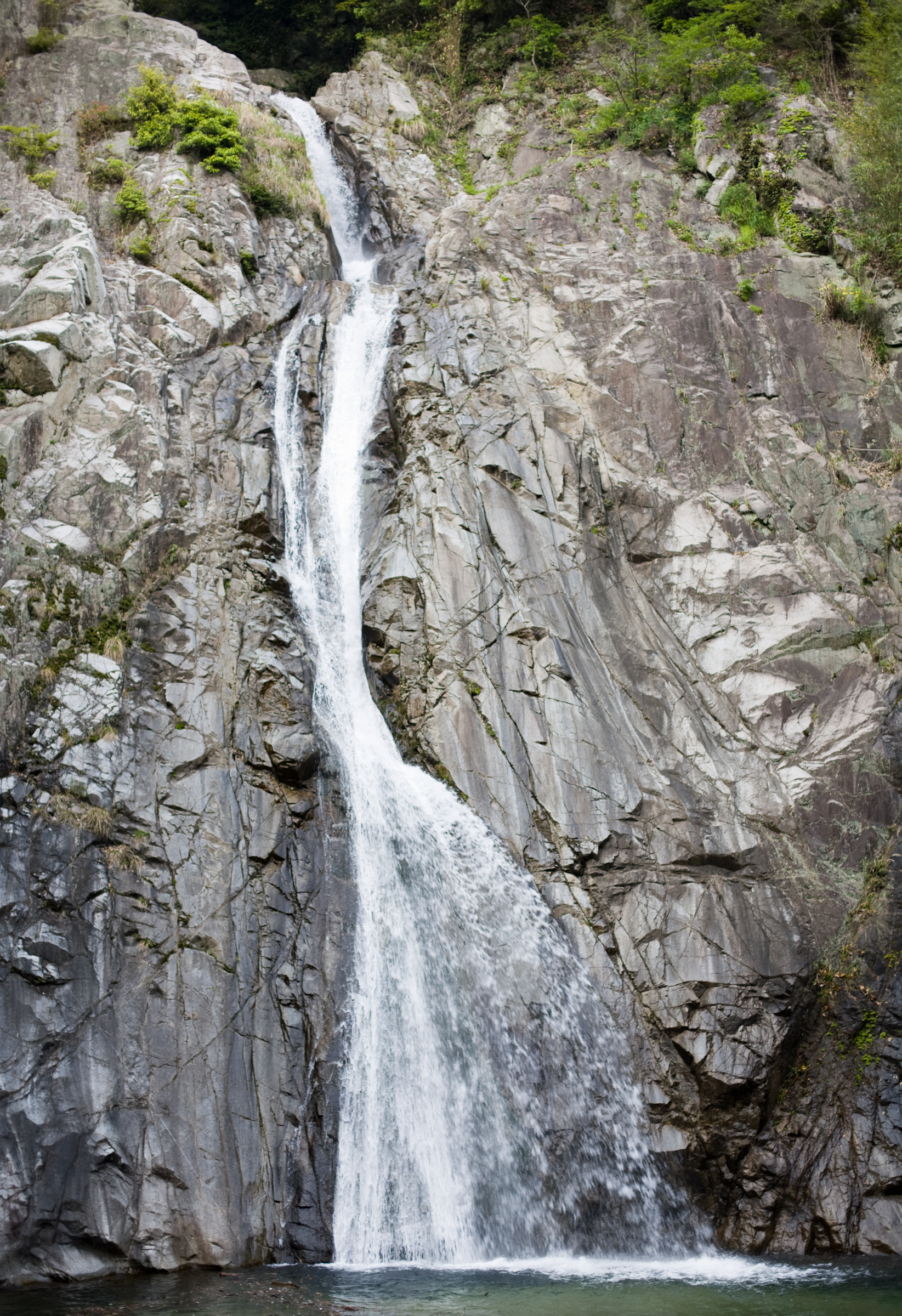
61. Nunobiki
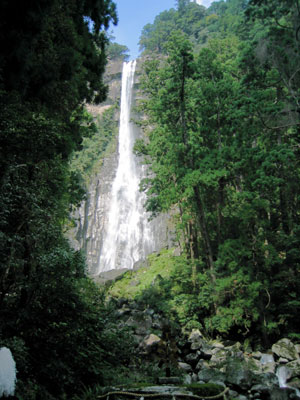
66. Nachi
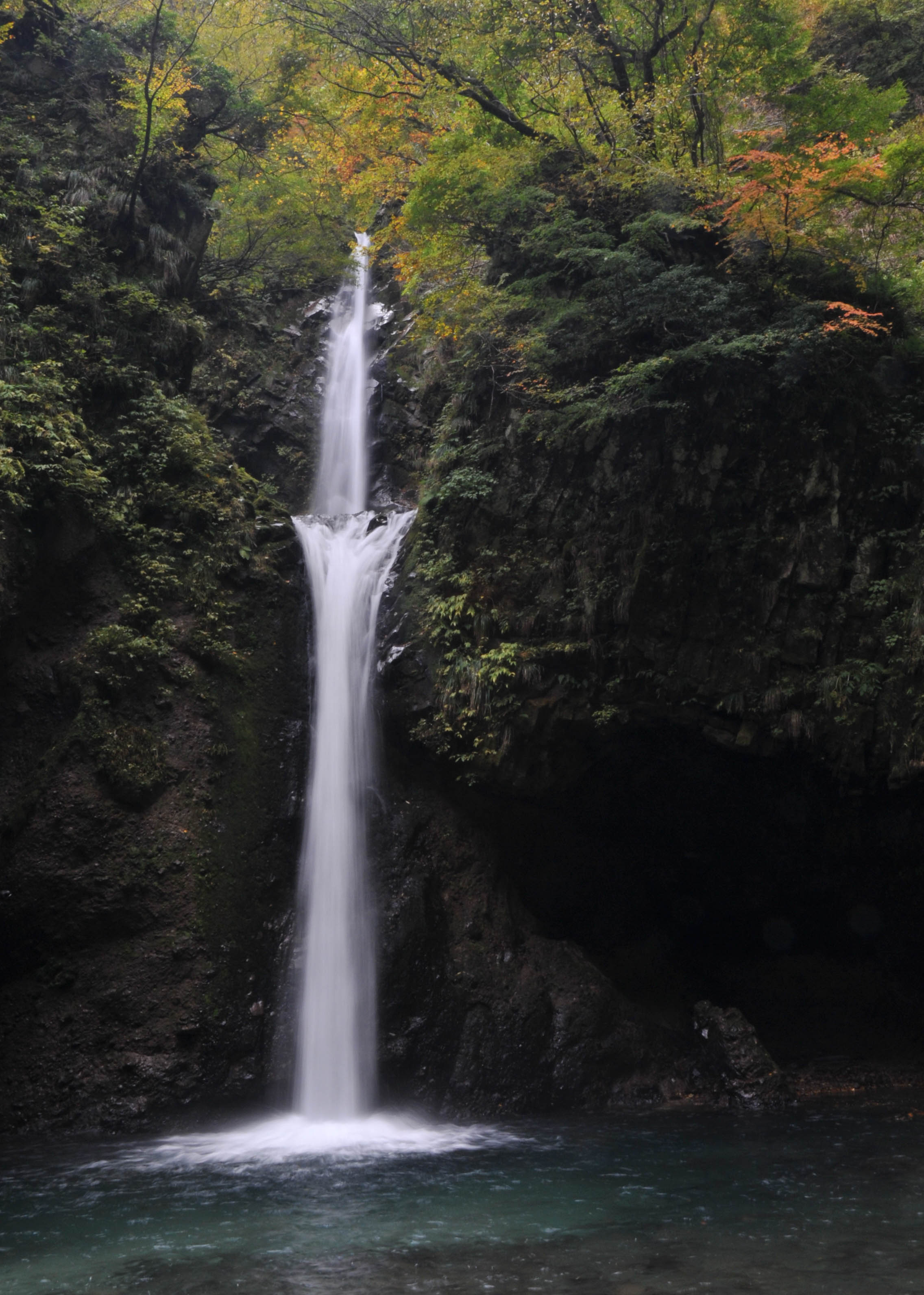
69. Daisen Fall
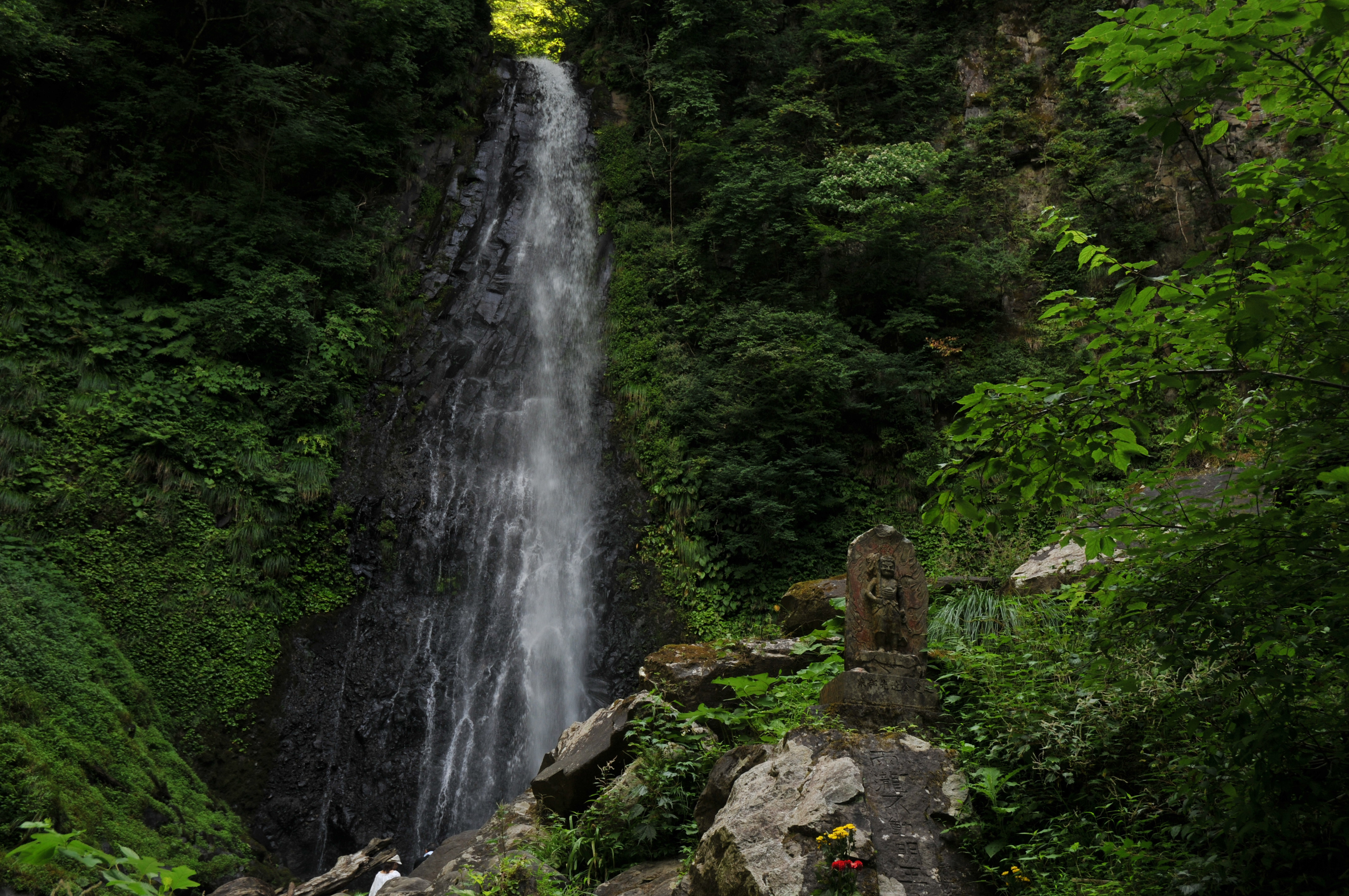
70. Amedaki
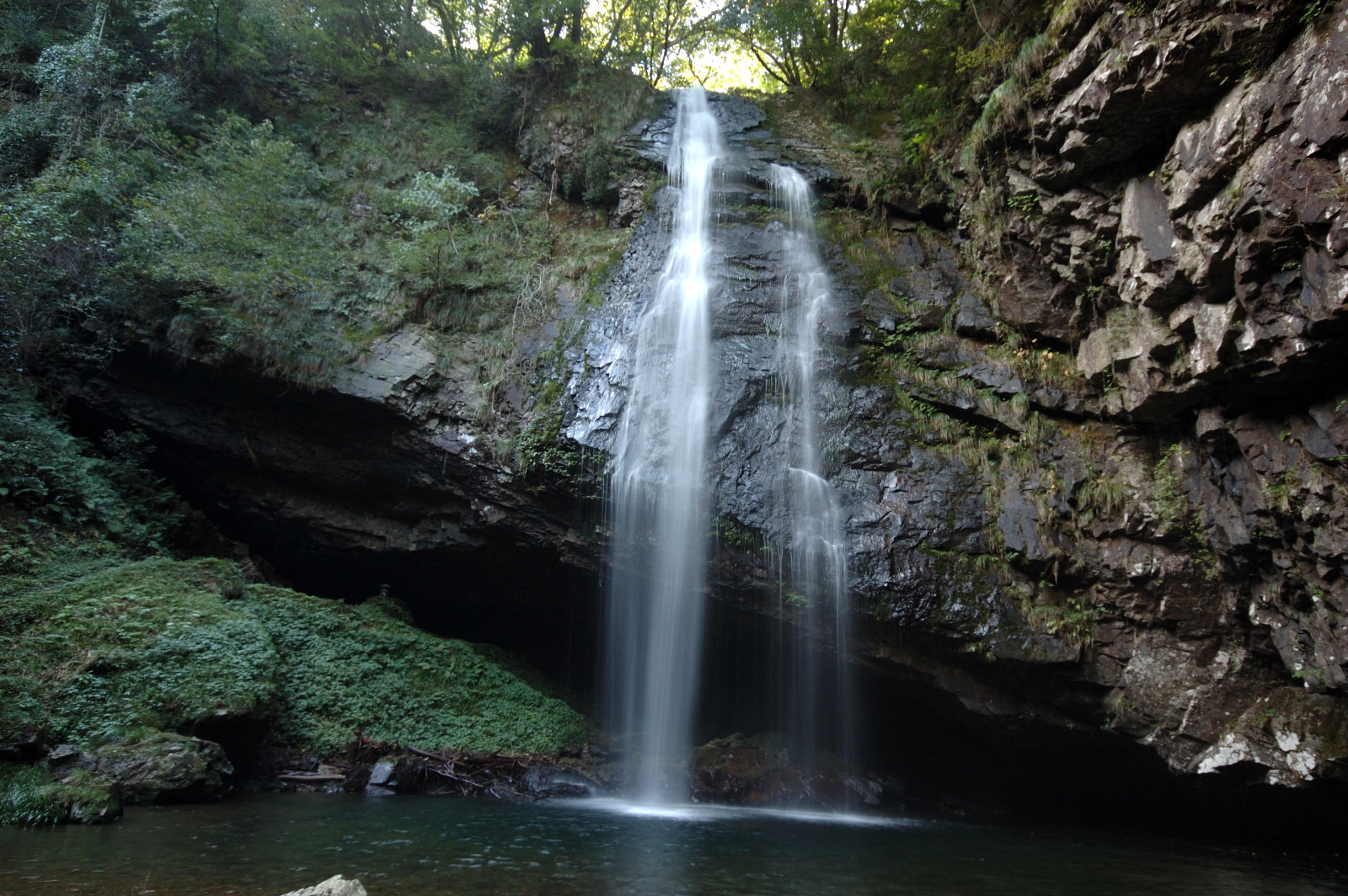
72. Ryūzuyae
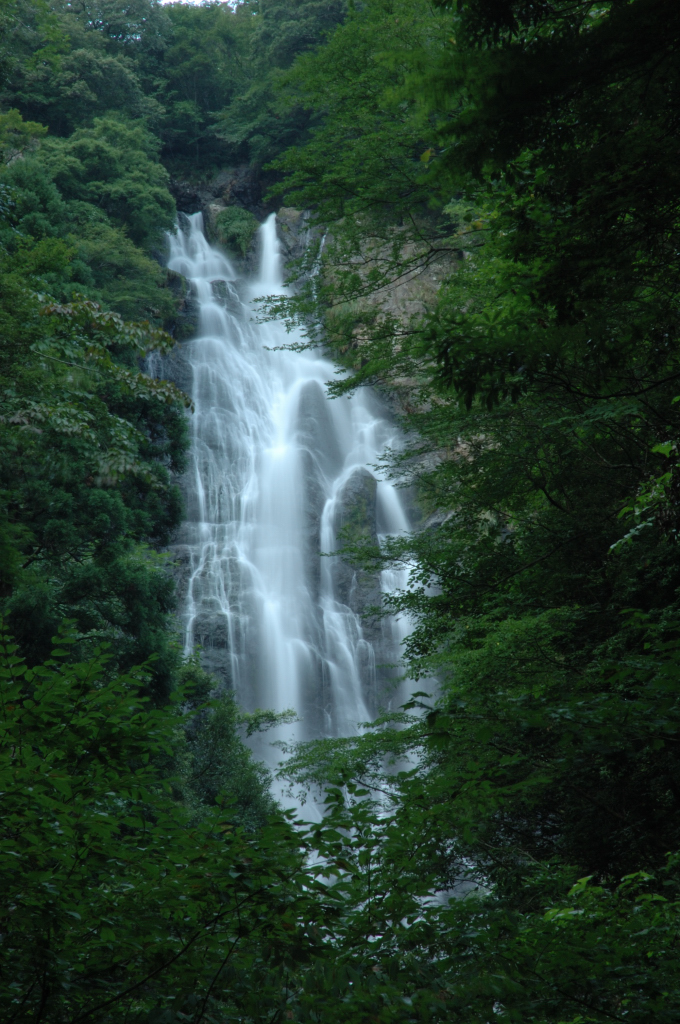
73. Kanba
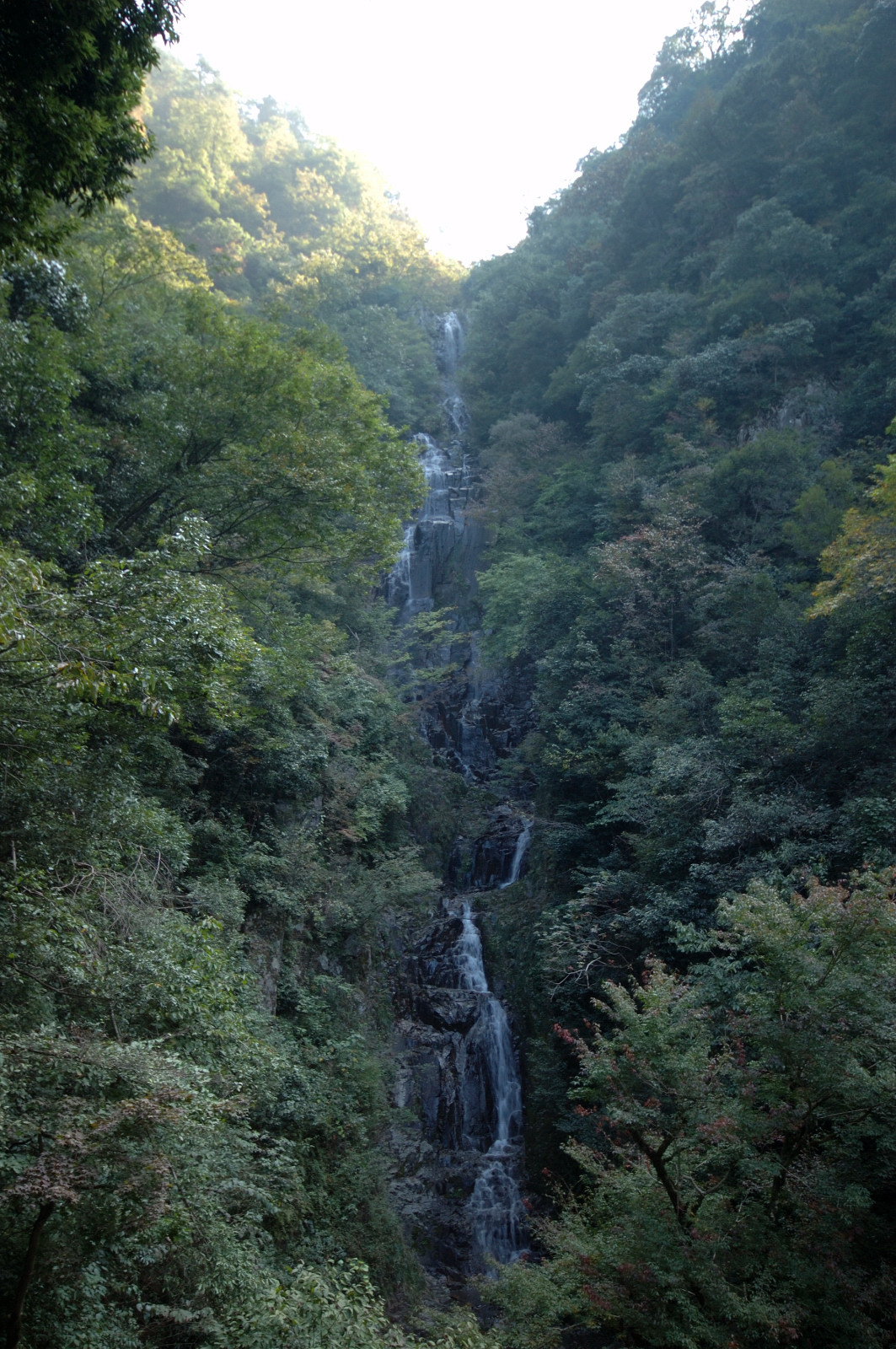
74. Jōsei
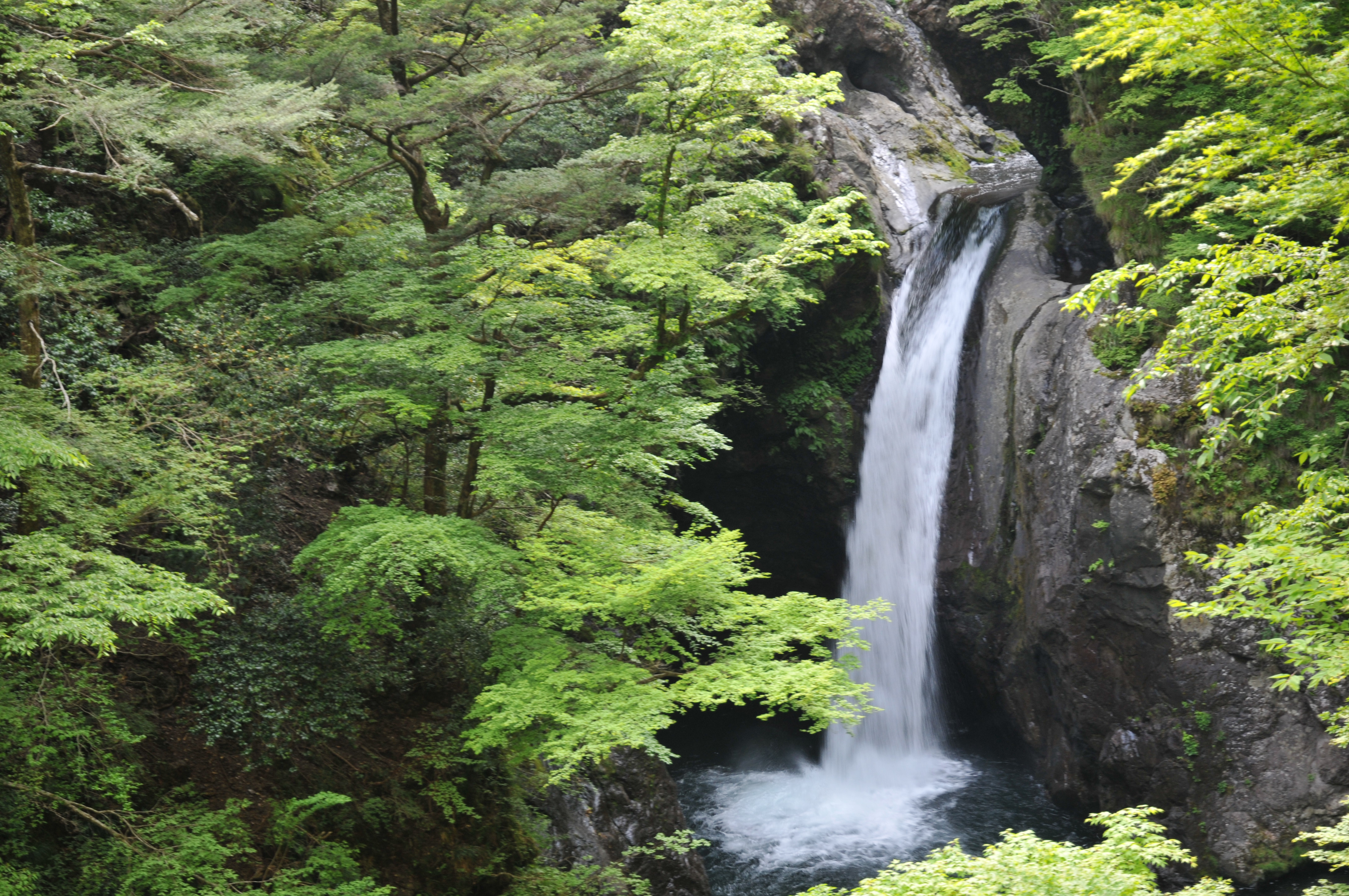
76. Ōgama
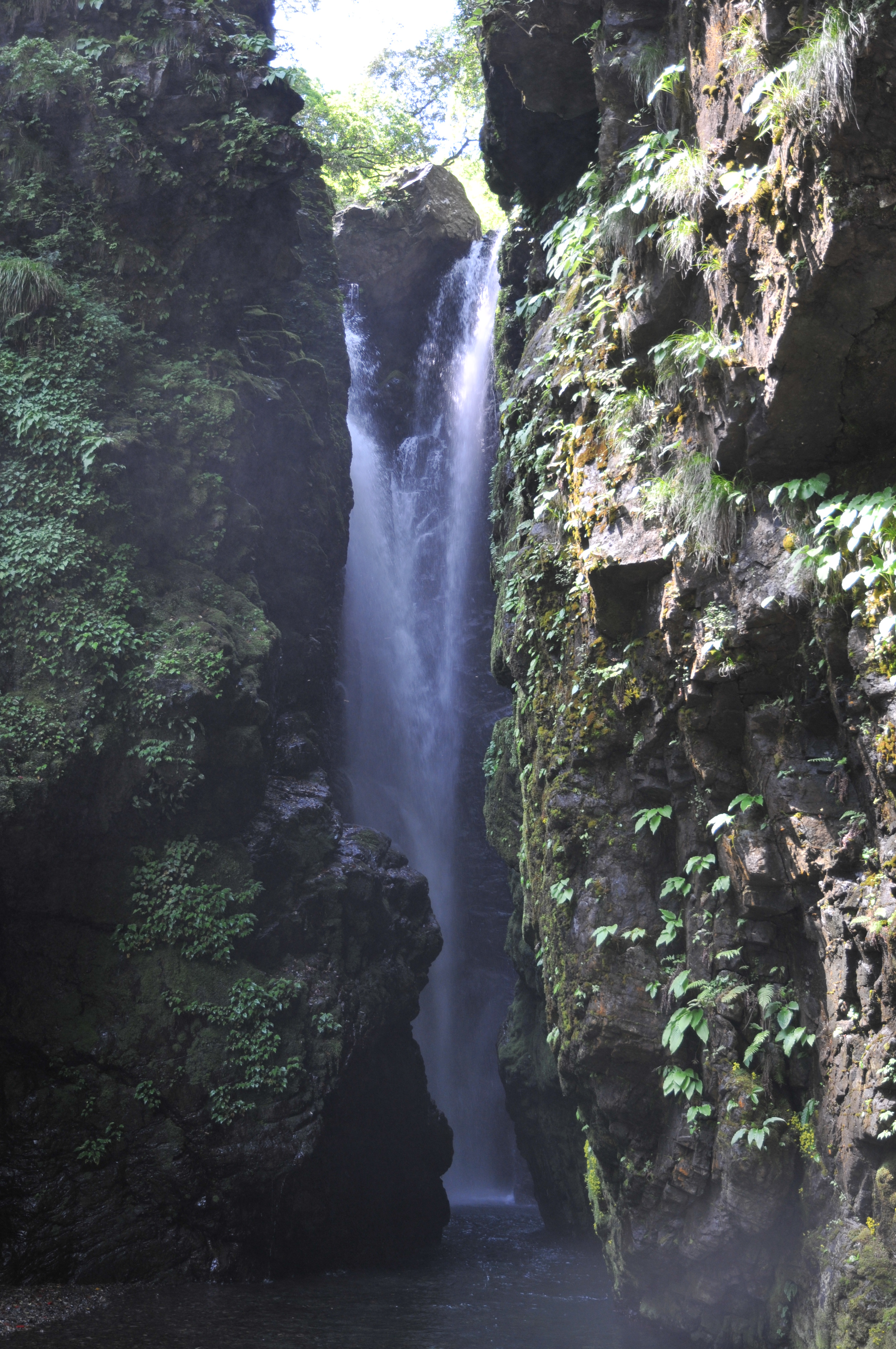
77. Todoroki Kujyūku
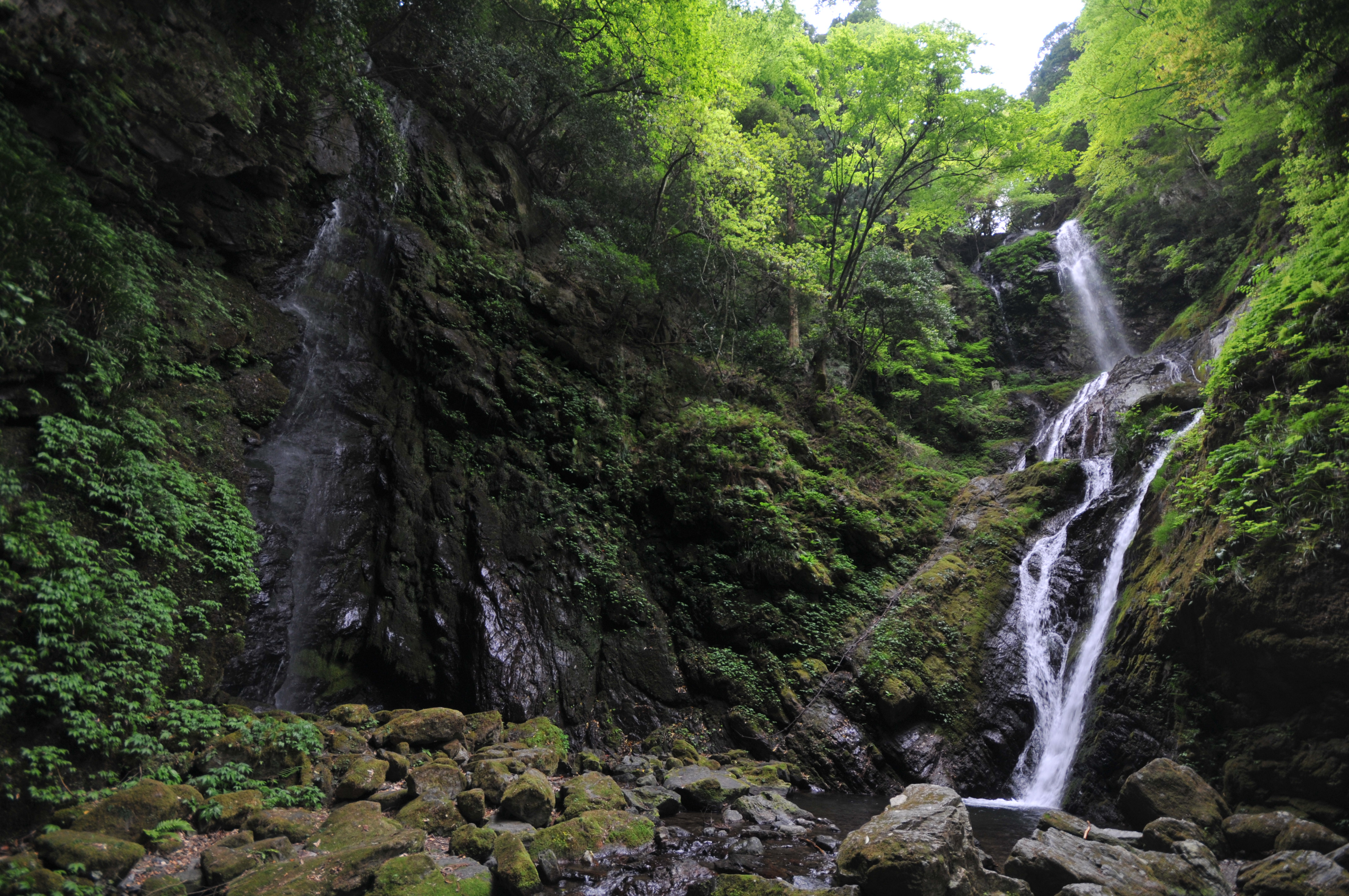
78. Amagoi
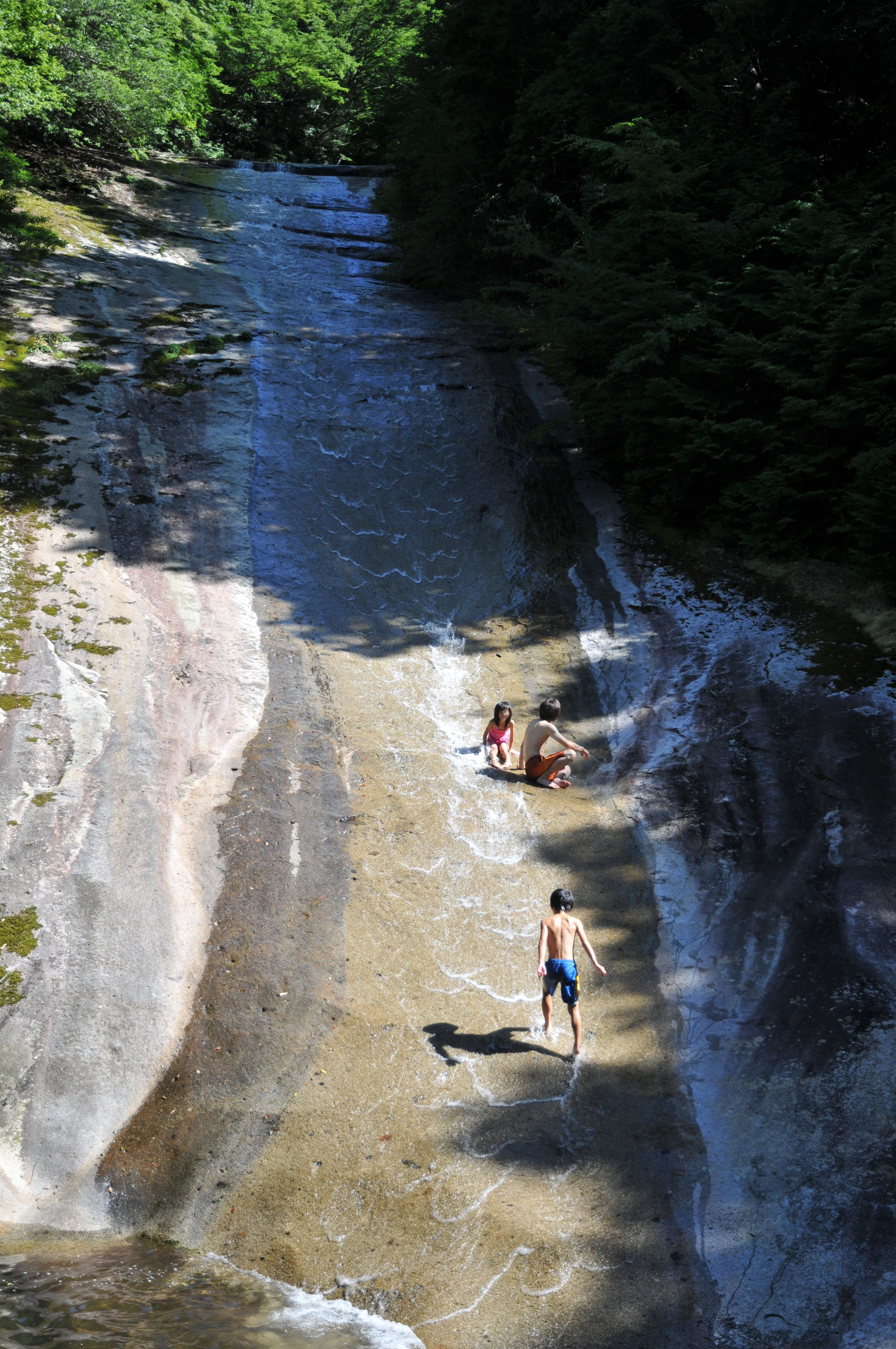
79. Yukiwa
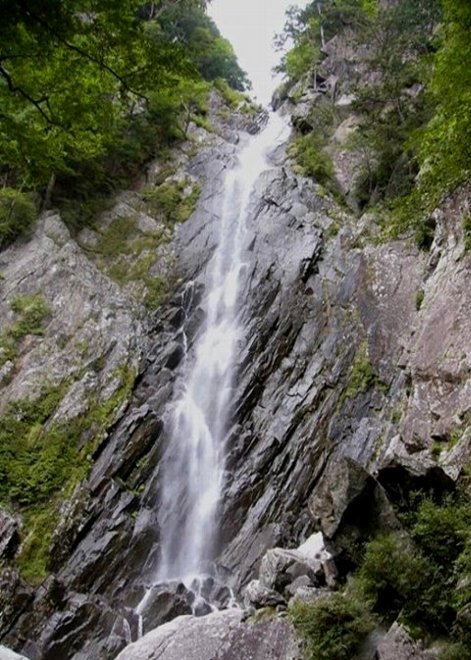
80. Goraikō
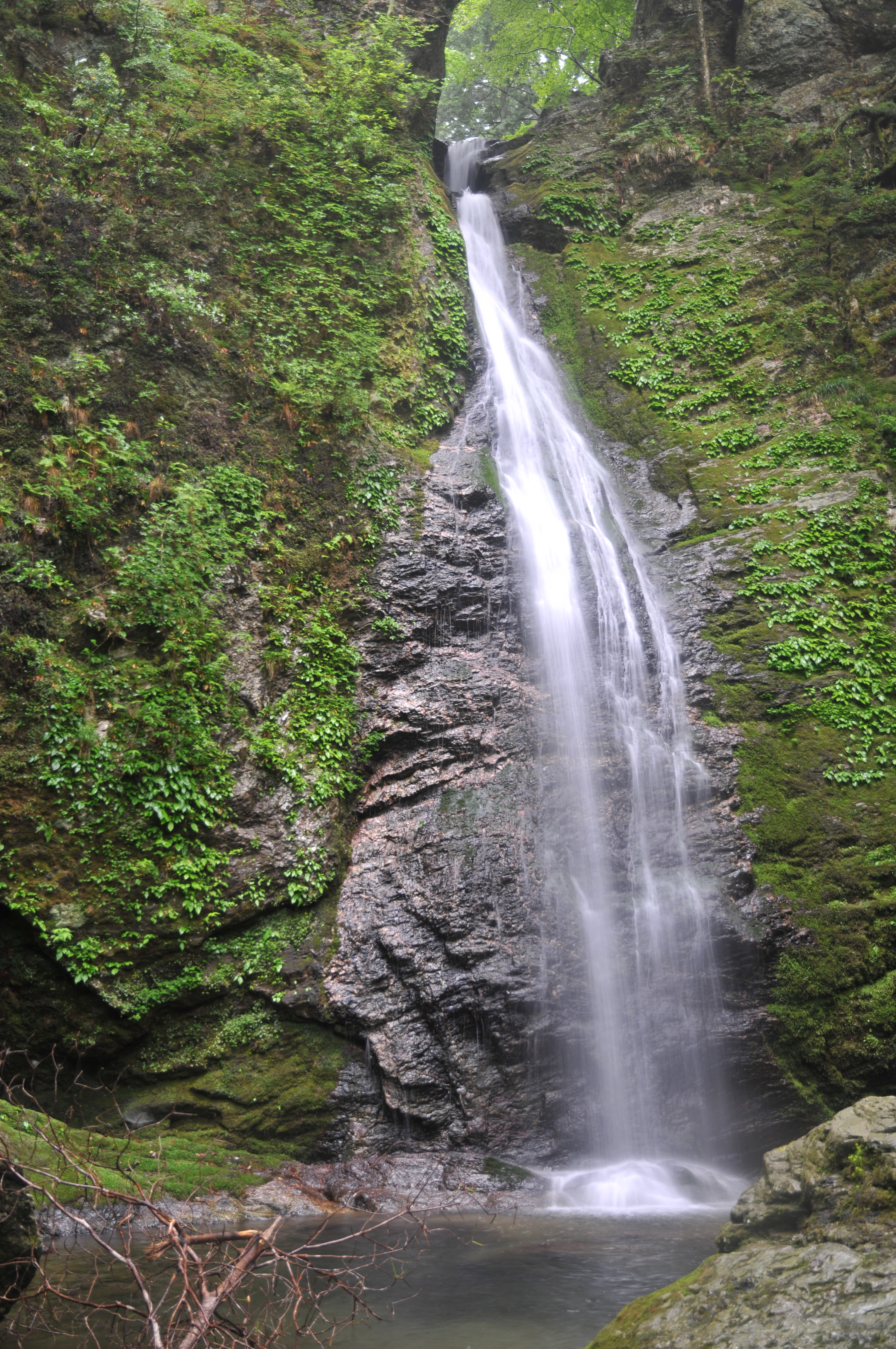
81. Ryūō
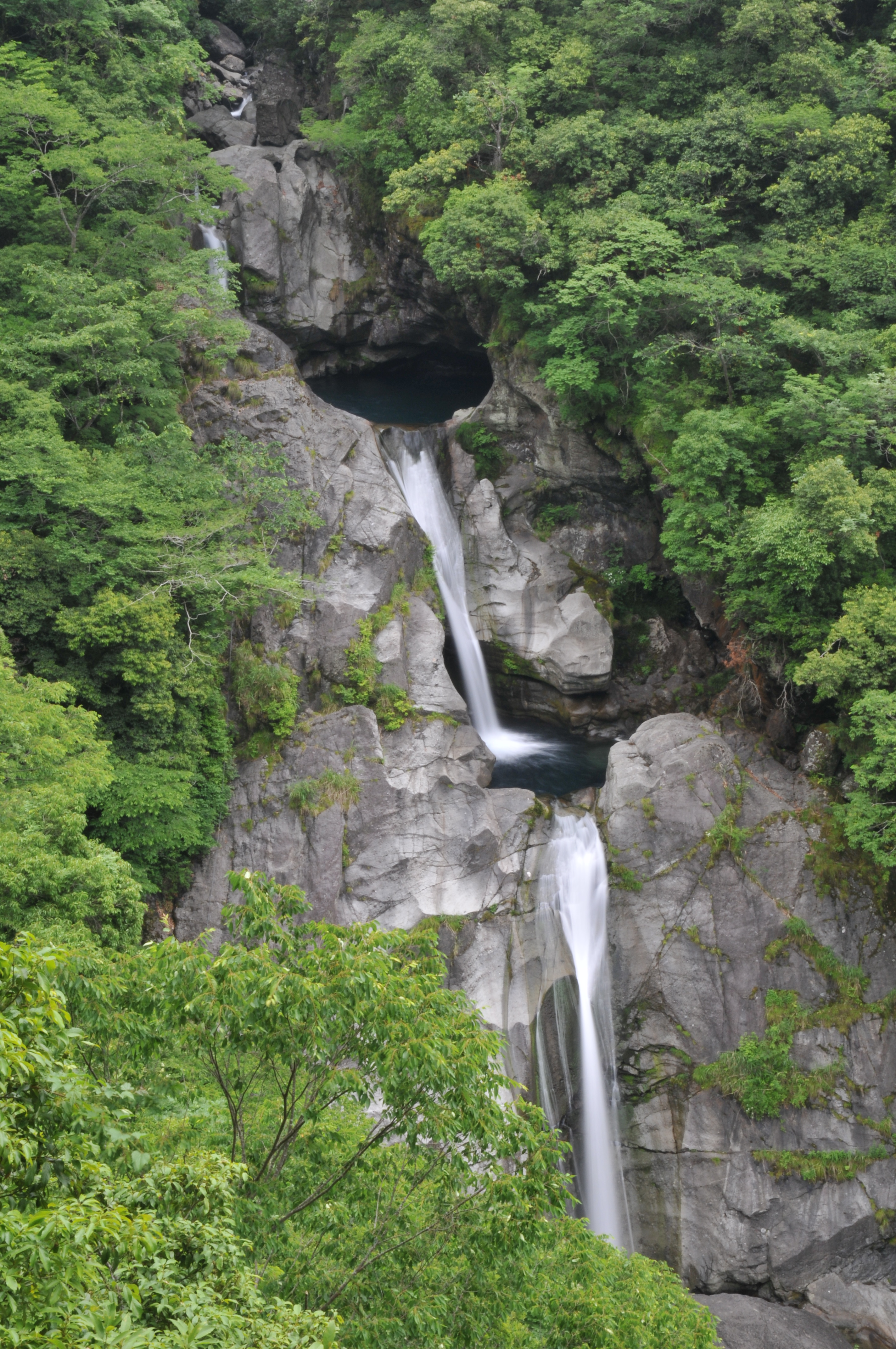
82. Todoro
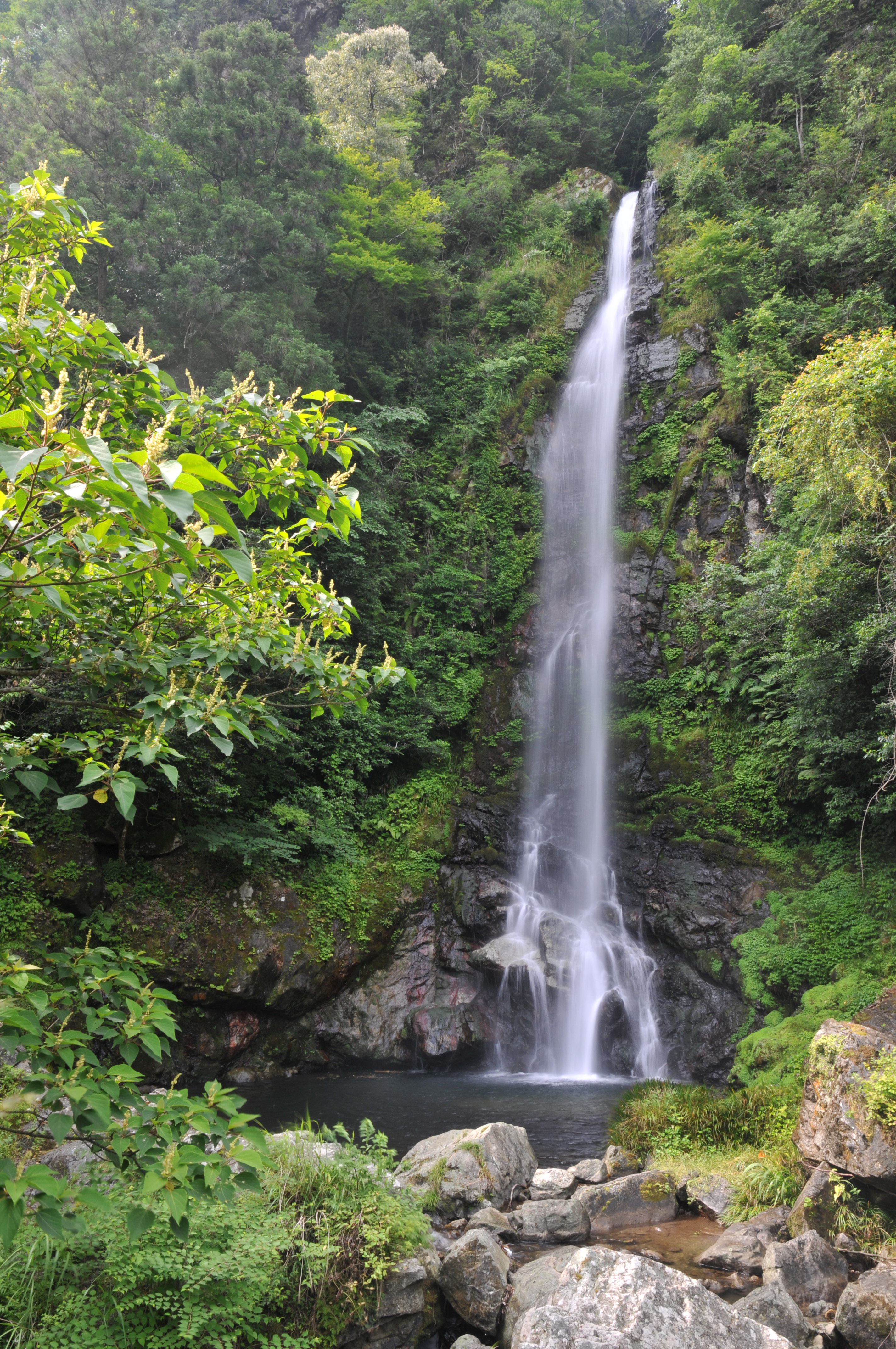
83. Ōtaru
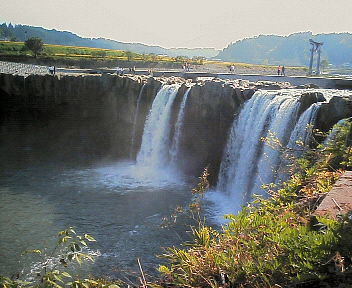
91. Harajiri
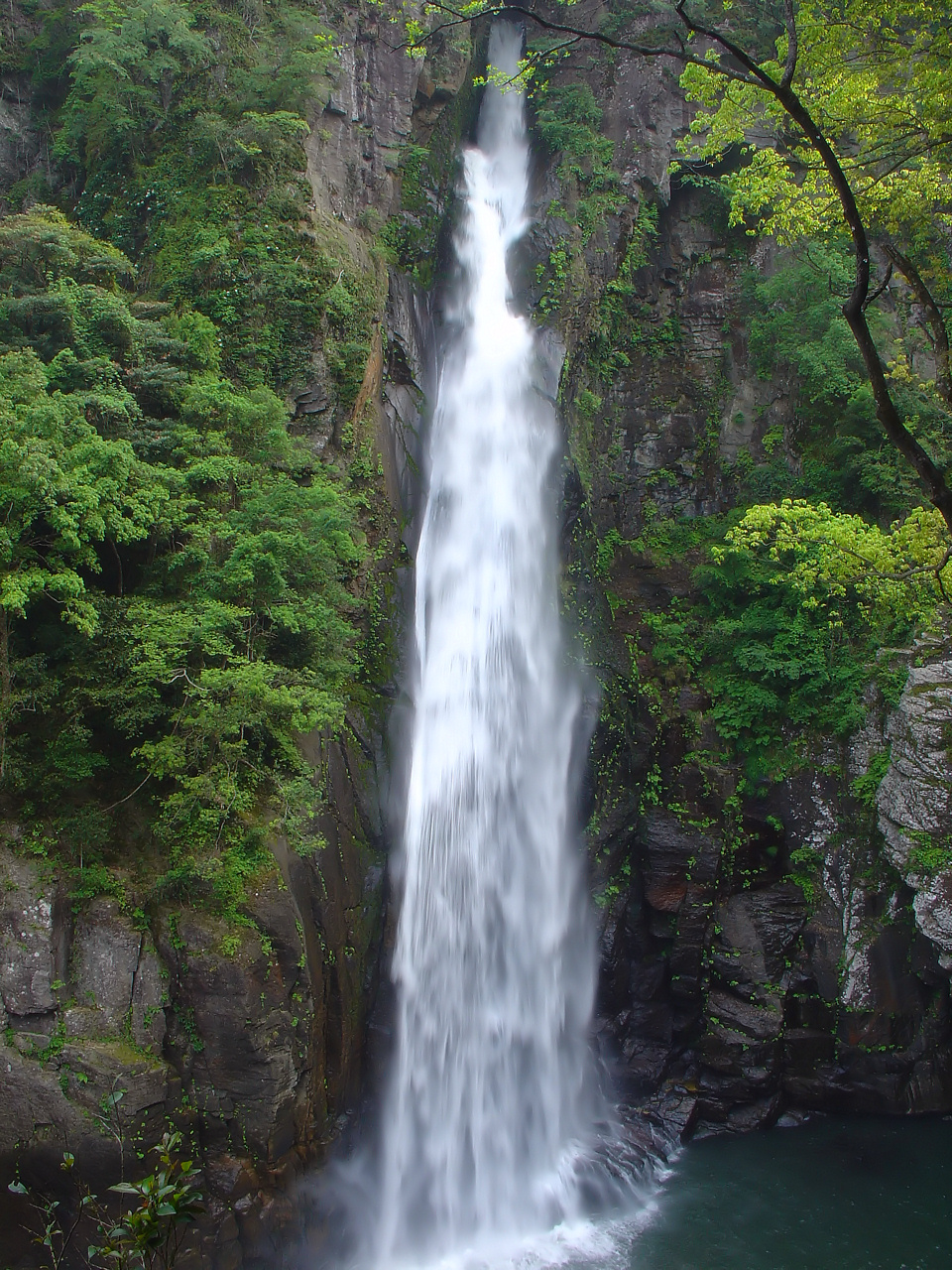
93. Nishishiiya
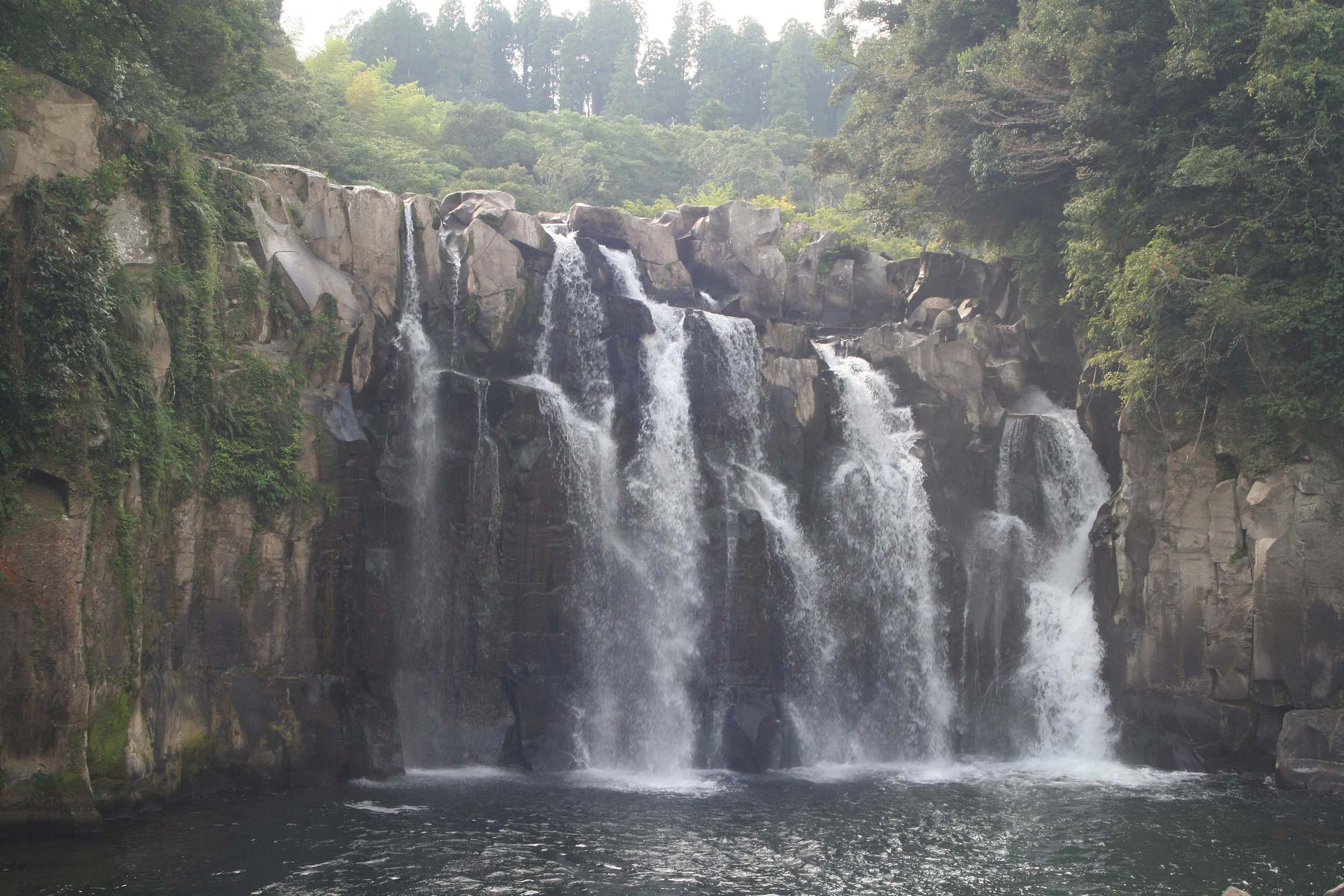
94. Sekinoo
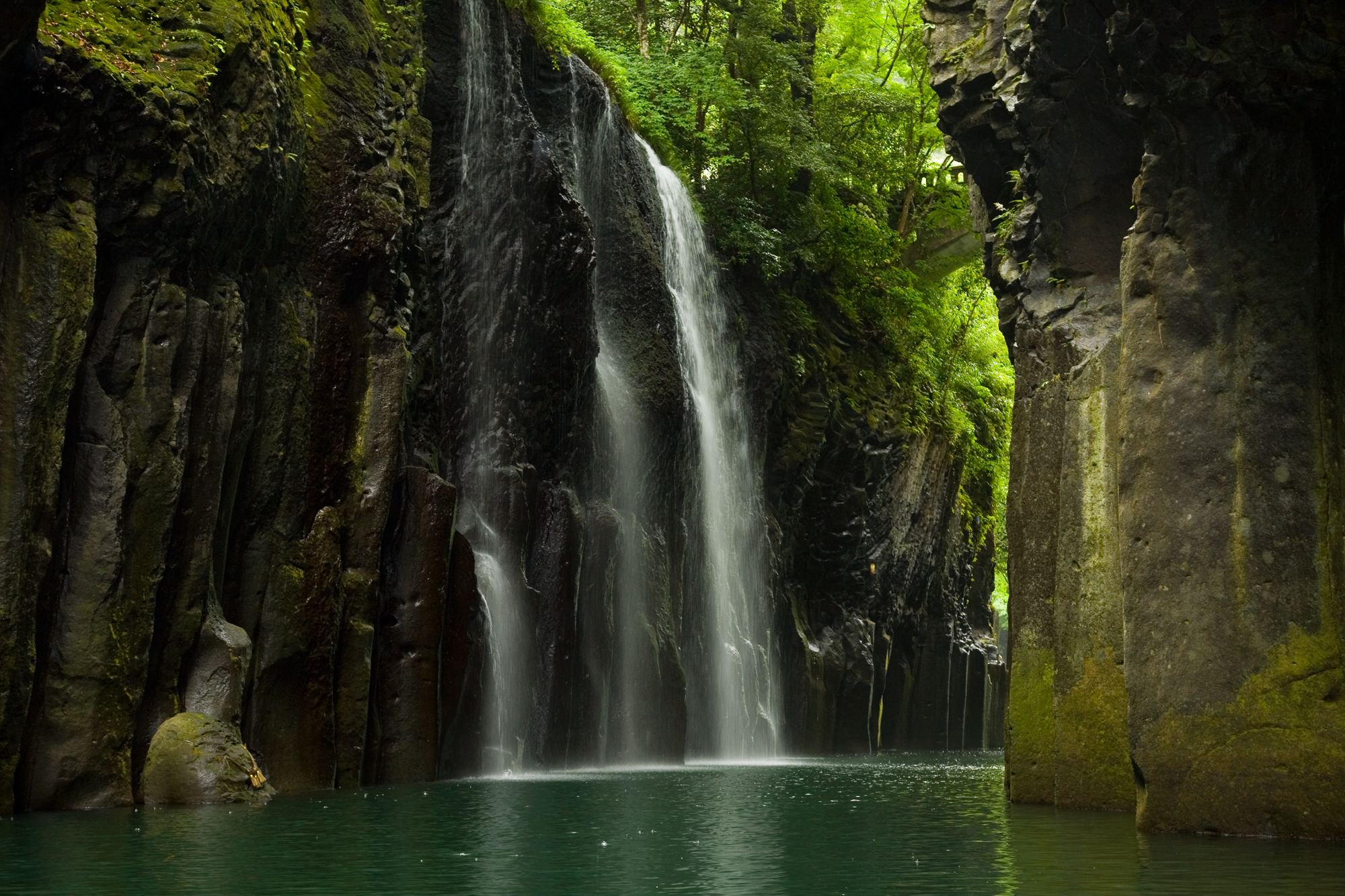
97. Manai
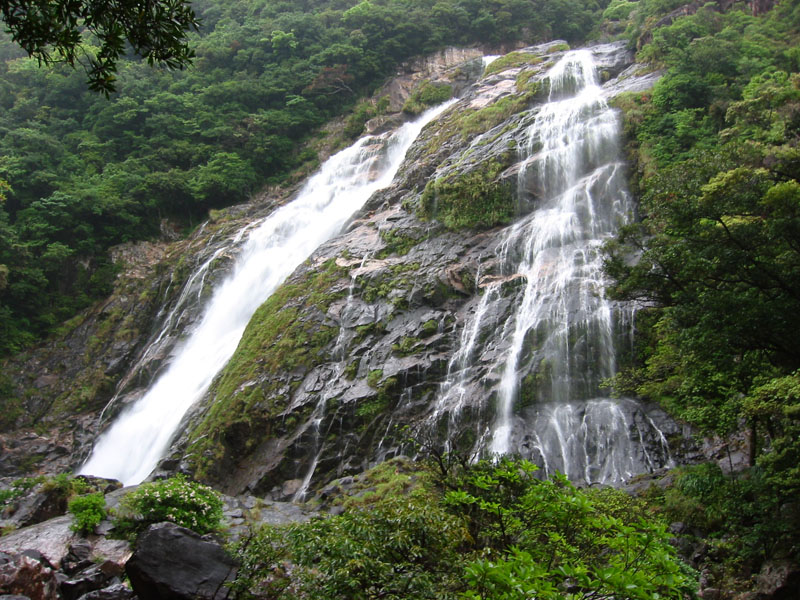
99. Ōkawa
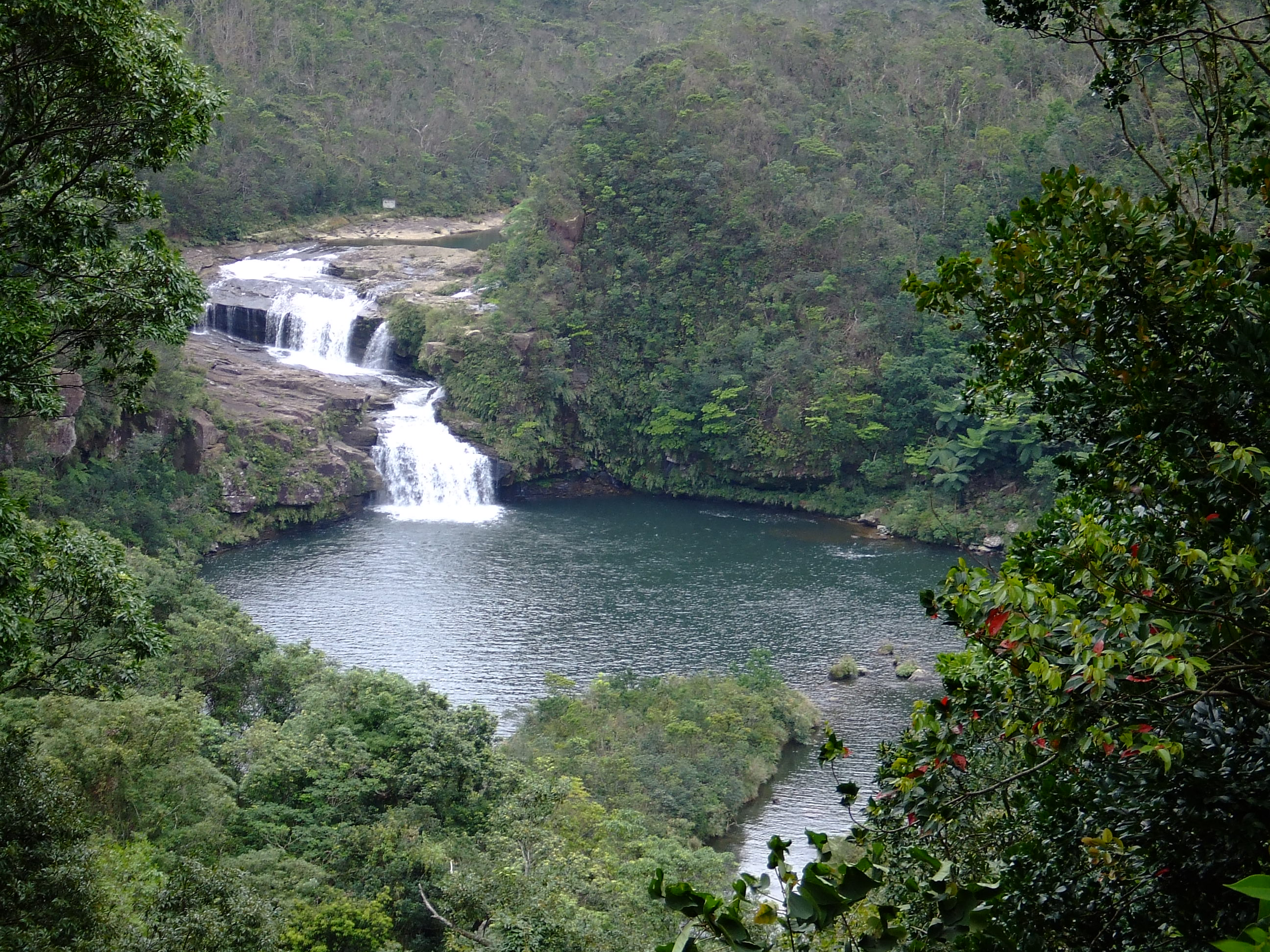
100. Mariyudu